# Słońce
Słońce (łac. Sol, gr. Ἥλιος, trb. Hḗlios; symbol: ) – gwiazda centralna Układu Słonecznego, wokół której orbituje Ziemia, inne planety tego układu, planety karłowate oraz małe ciała Układu Słonecznego. Słońce składa się z gorącej plazmy utrzymywanej przez grawitację i kształtowanej przez pole magnetyczne. Jest prawie idealnie kuliste. Ma średnicę około 1 392 684 km, około 109 razy większą niż Ziemia, a jego masa (1,989 ×1030 kg, około 333 tysiące razy większa niż masa Ziemi (M⊕)) stanowi około 99,86% całkowitej masy Układu Słonecznego. Około trzy czwarte masy Słońca stanowi wodór, resztę głównie hel. Pozostałe 1,69% (co odpowiada około 5600 M🜨) tworzą cięższe pierwiastki, w tym m.in. tlen, węgiel, neon i żelazo.
Słońce uformowało się około 4,567 mld lat temu na skutek zapadania grawitacyjnego obszaru w dużym obłoku molekularnym. Większość materii zgromadziła się w centrum, a reszta utworzyła orbitujący wokół niego spłaszczony dysk, z którego ukształtowała się pozostała część Układu Słonecznego. Centralna część stawała się coraz gęstsza i gorętsza, aż w jej wnętrzu rozpoczęła się synteza termojądrowa. Naukowcy sądzą, że niemal wszystkie gwiazdy powstają na skutek tego procesu. Słońce jest typu widmowego G2 V, czyli należy do tzw. żółtych karłów ciągu głównego. Widziane z Ziemi ma barwę białą. Oznaczenie typu widmowego „G2” wiąże się z jego temperaturą efektywną równą 5778 K (5505 °C). Oznaczenie klasy widmowej „V” wskazuje, że Słońce należy do ciągu głównego gwiazd i generuje energię w wyniku fuzji jądrowej, łącząc jądra wodoru w hel. W ciągu sekundy Słońce przetwarza w jądrze około 620 mln ton wodoru.
Słońce długo było uznawane przez astronomów za małą i stosunkowo niewyróżniającą się gwiazdę. Jednak w 2006 roku oceniano, że jest jaśniejsze niż około 85% gwiazd w Drodze Mlecznej, z których większość jest czerwonymi karłami. Badania z 2010 roku pozwalają skorygować tę wartość na 95%. Absolutna wielkość gwiazdowa Słońca wynosi 4,83m, jednak jako gwiazda położona najbliżej Ziemi Słońce jest najjaśniejszym obiektem na niebie o obserwowanej wielkości gwiazdowej równej –26,74m. Jest przez to około 13 mld razy jaśniejsze niż następna co do jasności gwiazda, Syriusz, o jasności wizualnej –1,46m. Gorąca korona słoneczna stale rozprasza się w przestrzeni, tworząc wiatr słoneczny, strumień naładowanych cząstek, który rozciąga się do heliopauzy położonej około 100 jednostek astronomicznych od gwiazdy. Heliosfera, bańka w ośrodku międzygwiazdowym utworzona przez wiatr słoneczny, jest największą ciągłą strukturą w Układzie Słonecznym.
Słońce obecnie przemieszcza się przez Lokalny Obłok Międzygwiazdowy (w pobliżu Obłoku G) w obrębie Bąbla Lokalnego, w wewnętrznej części Ramienia Oriona w Drodze Mlecznej. Z 50 najbliższych znanych systemów gwiezdnych w promieniu 17 lat świetlnych od Ziemi Słońce zajmuje czwartą pozycję pod względem masy. Gwiazdą znajdującą się najbliżej Słońca jest czerwony karzeł Proxima Centauri, odległy o 4,2 roku świetlnego. Słońce krąży wokół centrum Drogi Mlecznej w odległości około 8 kpc (26 000 lat świetlnych), zgodnie z kierunkiem ruchu wskazówek zegara (patrząc od strony galaktycznego bieguna północnego), z okresem obiegu około 225–250 mln lat. Jako że Droga Mleczna porusza się względem promieniowania tła (CMB) w kierunku konstelacji Hydry z prędkością 550 km/s, wypadkowa prędkość Słońca względem CMB to około 370 km/s w kierunku gwiazdozbioru Pucharu lub Lwa.
Odległość Ziemi od Słońca zmienia się podczas ruchu orbitalnego Ziemi, która osiąga peryhelium w styczniu i aphelium w lipcu. Jej średnia długość to około 150 mln km (1 jednostka astronomiczna, AU ). Tę średnią odległość światło pokonuje w ciągu około 8 minut i 19 sekund. Energia słoneczna jest niezbędna dla większości form życia na Ziemi, poprzez proces fotosyntezy zasilający najniższy poziom troficzny większości ekosystemów, a także napędza ziemską pogodę.
Ogromny wpływ Słońca na Ziemię był dostrzegany już w czasach prehistorycznych, a Słońce w wielu kulturach traktowano jako bóstwo. Naukowe zrozumienie funkcjonowania Słońca rozwijało się powoli. Nawet w XIX wieku wybitni naukowcy mieli ograniczone pojęcie o tym, jak zbudowane jest Słońce i co jest źródłem jego energii. Chociaż wiedza na temat Słońca stale się rozwija, wciąż istnieją pewne problemy teoretyczne z wyjaśnieniem zjawisk dziejących się na Słońcu.

## Nazwa
Nazwy Słońca w językach słowiańskich, w tym języku polskim, wywodzą się od prasłowiańskiego słowa *slnъce. Wyrazy pokrewne polskiemu „słońcu” to m.in. białoruskie сонца, czeskie slunce, rosyjskie солнце, słowackie slnko i ukraińskie сонце.
Podobnie w językach germańskich nazwy wywodzą się od pragermańskiego słowa *sunnōn. Przykładami są angielskie sun, niemieckie Sonne i niderlandzkie zon. W mitologii germańskiej bogini Sól/Sunna uosabia Słońce; uczeni na podstawie podobieństwa nazw w różnych językach indoeuropejskich postulują, że bogini ta może wywodzić się od starszego bóstwa praindoeuropejskiego. Podobieństwo wykazują wcześniej wymienione nazwy Słońca w językach słowiańskich i germańskich, a także litewskie saulė i sanskryckie सूर्य (sūrya).
Nazwa „niedziela” w wielu językach wywodzi się od Słońca: angielskie Sunday i niemieckie Sonntag pochodzą od łacińskiego dies Solis, które to określenie jest z kolei tłumaczeniem greckiego ἡμέρα ἡλίου (hēméra hēlíou).
Astronomiczny symbol Słońca to okrąg z punktem w środku:  (Unicode: 2609).
Łacińska nazwa Słońca, Sol, jest używana w planetologii dla określenia dnia słonecznego na planetach innych niż Ziemia, np. na Marsie.

## Charakterystyka

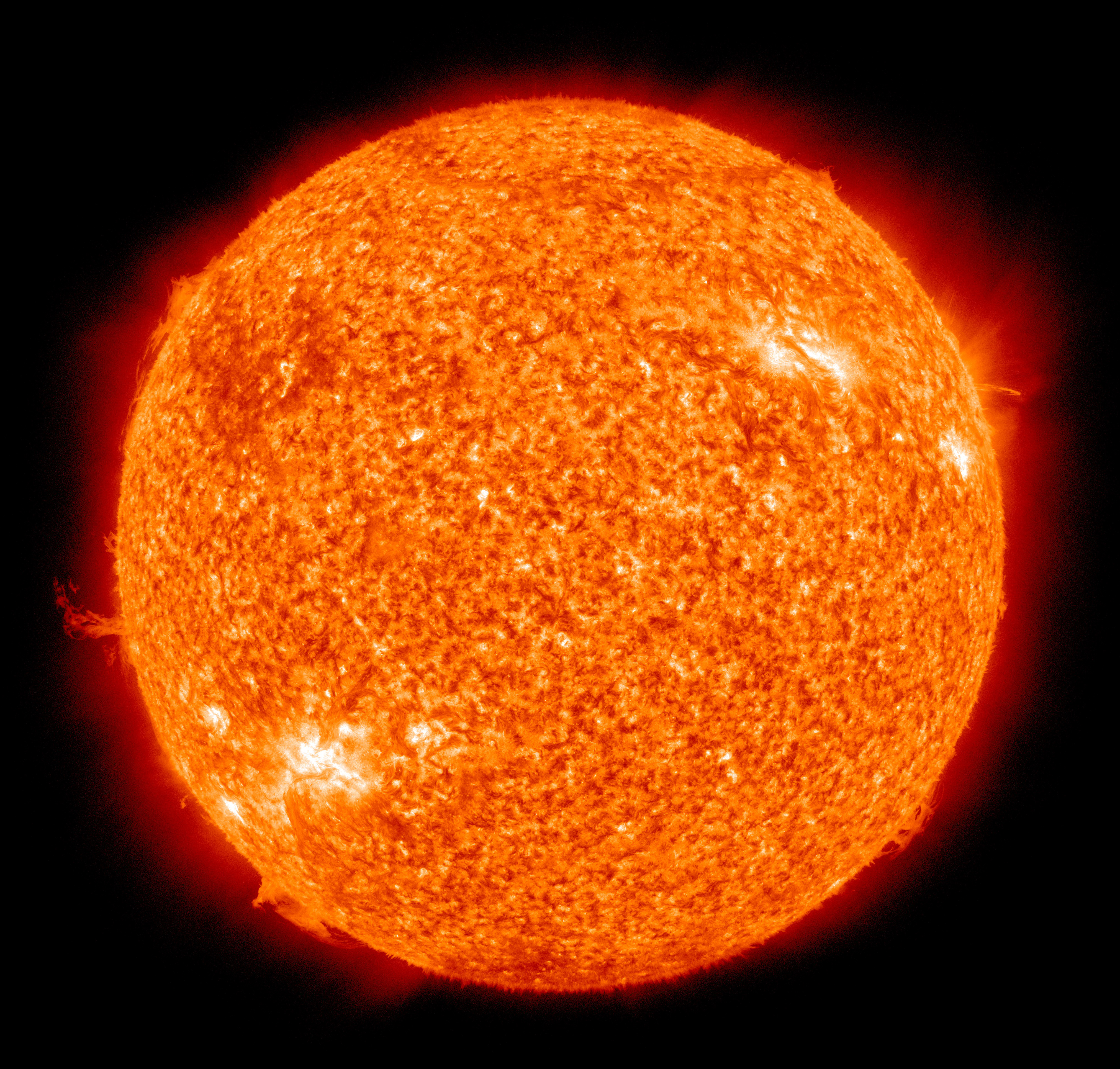
Obraz turbulencji na powierzchni Słońca w dalekim ultrafiolecie. (NASA-SDO).

Rotacja Słońca na podstawie badań heliosejsmologicznych. Wykres przedstawia częstotliwość obrotu w zależności od odległości od centrum Słońca, wyrażonej w ułamkach promienia, dla różnych szerokości heliograficznych. Szerokość linii odpowiada niepewności pomiarowej.

Słońce to pojedyncza gwiazda typu widmowego G, zawierająca około 99,86% łącznej masy Układu Słonecznego. Jest prawie idealną kulą, ze spłaszczeniem szacowanym na około 9/1000000, co oznacza, że jego promień biegunowy różni się od równikowego tylko o 10 km. Siła odśrodkowa na powierzchni na równiku Słońca, wywoływana przez ruch obrotowy, jest 18 mln razy słabsza od siły grawitacji. Wpływ oddziaływań pływowych planet jest jeszcze słabszy i nie wpływa zauważalnie na kształt Słońca. Ponieważ Słońce składa się z plazmy, która nie jest ciałem stałym, jego różne części mogą obracać się z różnymi prędkościami; zachowanie to jest znane jako rotacja różnicowa. Zagadnienie transportu momentu pędu w Słońcu, który powoduje tę rotację, jest złożone – głównym czynnikiem odpowiedzialnym za jego rozprowadzanie w warstwie konwektywnej są naprężenia Reynoldsa, które odpowiadają za przepływ w kierunku południkowym, ale występuje tu więcej czynników, m.in. pole magnetyczne i przepływ baroklinowy. Okres rzeczywistego obrotu jest równy około 25,6 dni na równiku i 33,5 dni na biegunach. Jednakże ze względu na ruch orbitalny Ziemi w kierunku zgodnym z obrotem gwiazdy obserwuje się rotację materii na równiku Słońca z okresem 28 dni.
Słońce jest przedstawicielem I populacji gwiazd, bogatych w pierwiastki cięższe od helu (w astronomii określane ogólnie jako metale). Proces zapaści obłoku molekularnego, który doprowadził do powstania Słońca, mógł zostać wywołany przez falę uderzeniową pobliskiej eksplozji supernowej. Wskazuje na to duża zawartość metali ciężkich, między innymi złota i uranu, w Układzie Słonecznym w stosunku do zawartości tych pierwiastków w gwiazdach II populacji (ubogich w metale; zob. hasło częstość występowania pierwiastków we Wszechświecie). Najprawdopodobniej te pierwiastki powstawały w endotermicznych reakcjach jądrowych zachodzących podczas wybuchu supernowej lub w procesach przemiany jądrowej przez wychwyt neutronów w masywnych gwiazdach drugiej populacji.
Słońce nie ma określonej powierzchni (jaką mają np. planety grupy ziemskiej); w jego zewnętrznych warstwach gęstość gazów spada wykładniczo wraz ze wzrostem odległości od jego centrum. Niemniej jednak ma dobrze określoną strukturę wewnętrzną, opisaną poniżej. Promień Słońca jest mierzony od środka do krawędzi fotosfery. Fotosfera jest ostatnią widoczną warstwą Słońca, jako że wyższe warstwy są zbyt chłodne albo zbyt rozrzedzone, aby emitować wystarczającą ilość światła, by być widoczne gołym okiem w obecności jaskrawego światła pochodzącego z fotosfery. Podczas całkowitego zaćmienia Słońca, gdy fotosfera jest zasłonięta przez Księżyc, można łatwo dostrzec koronę słoneczną.
Wnętrze Słońca nie jest bezpośrednio obserwowalne, a samo Słońce jest nieprzezroczyste dla promieniowania elektromagnetycznego. Jednak – podobnie jak sejsmologia wykorzystuje fale generowane przez trzęsienia ziemi, aby badać wewnętrzną strukturę Ziemi – heliosejsmologia korzysta z fal ciśnienia (infradźwięków) przechodzących przez wnętrze Słońca do badań i wizualizacji wewnętrznej struktury gwiazdy. Również modelowanie komputerowe wykorzystuje się jako narzędzie do testowania zgodności modeli teoretycznych jego głębszych warstw z obserwacjami.

### Jądro

Budowa wewnętrzna Słońca

Uważa się, że jądro Słońca rozciąga się od centrum gwiazdy do około 20–25% promienia słonecznego. Ma ono gęstość do około 150 g/cm³ (około 150 razy większą niż gęstość wody) i temperaturę około 15 mln K. Składa się z plazmy, której głównymi składnikami są elektrony, protony i jądra atomów helu. W tych warunkach elektrony nie są zdegenerowane, a ciśnienie promieniowania niewielkie, plazma zachowuje się jak gaz doskonały. Najnowsze analizy danych uzyskanych przez SOHO wskazują, że jądro obraca się szybciej niż zewnętrzna część strefy promienistej. Przez większość życia Słońca energia jest wytwarzana w procesach syntezy jądrowej w cyklu protonowym; proces ten przekształca wodór w hel. Tylko 0,8% energii wytwarzanej w Słońcu pochodzi z cyklu CNO.
Jądro to jedyny obszar Słońca, który wytwarza znaczne ilości energii cieplnej poprzez syntezę jądrową; 99% energii jest generowane w obrębie 24% promienia Słońca, a w odległości od centrum równej 30% promienia synteza nie zachodzi już niemal wcale. Reszta gwiazdy jest ogrzewana przez ciepło przenoszone z jądra na zewnątrz.
Słońce emituje energię o mocy 384,6 jottawatów (3,846 ×1026 W), co odpowiada 9,192 ×1010 megaton trotylu na sekundę. Energia ta jest równoważna masie 4,26 mln ton; przez promieniowanie Słońce w każdej sekundzie zmniejsza o tyle swą masę. Energia ta powstaje głównie w cyklu protonowym, który zachodzi około 9,2 ×1037 razy w każdej sekundzie. Reakcja ta wykorzystuje cztery wolne protony (jądra wodoru-1), zamienia około 3,7 ×1038 protonów w cząstki alfa (jądra helu) na sekundę (spośród łącznie ok. 8,9 ×1056 wolnych protonów w Słońcu), czyli około 6,2 ×1011 kg na sekundę. Synteza wodoru w hel przekształca około 0,7% jego masy w energię.
Wytwarzanie energii przez syntezę w jądrze zmienia się wraz z odległością od środka Słońca. Z modeli symulujących wytwarzanie energii w Słońcu wynika, że w jego centrum jest to około 276,5 W/m³. Jest to niewielka gęstość wytwarzania energii, znacznie mniejsza od gęstości ciepła wytwarzanego w ciele człowieka. Ogromna moc Słońca nie wynika z intensywnego generowania ciepła na jednostkę objętości, ale z jego dużych rozmiarów.
Szybkość syntezy w jądrze jest w stanie równowagi trwałej: większe tempo syntezy spowodowałoby większe nagrzanie jądra i rozszerzenie się pomimo nacisku wyższych warstw, a to zmniejszyłoby szybkość syntezy i skorygowało zaburzenie; podobnie nieco mniejsze tempo spowodowałoby ostygnięcie i skurczenie jądra, zwiększając szybkość syntezy, prowadząc do stanu równowagi.
Promieniowanie gamma (fotony o bardzo dużej energii) uwalniane w reakcji syntezy jest absorbowane po przebyciu zaledwie kilku milimetrów plazmy słonecznej, a następnie ponownie emitowane w losowym kierunku i z nieco mniejszą energią. Ze względu na to dotarcie promieniowania do powierzchni zajmuje dużo czasu. Oszacowania czasu podróży fotonów mieszczą się w zakresie od 10 000 do 170 000 lat. Z kolei neutrina, które unoszą około 2% energii syntezy, docierają do powierzchni Słońca w zaledwie 2,3 sekundy. Ponieważ transport energii w Słońcu to proces, w którym fotony pozostają w równowadze termodynamicznej z materią, skala czasu transportu energii (mechanizm Kelvina-Helmholtza) w Słońcu jest długa, rzędu 30 000 000 lat. Jest to czas, jaki upłynąłby od wystąpienia zmiany temperatury w jądrze Słońca do przeniesienia tej zmiany na powierzchnię.
Reakcje syntezy w jądrze uwalniają także neutrina słoneczne, lecz one w przeciwieństwie do fotonów rzadko oddziałują z materią i prawie wszystkie wydostają się ze Słońca. Przez wiele lat pomiary neutrin słonecznych wykazywały mniejszą ich liczbę, niż wskazywała teoria. Liczba rejestrowanych neutrin elektronowych była 3 razy mniejsza od oczekiwanej. Różnica ta została wyjaśniona w 2001 roku przez odkrycie oscylacji neutrin: Słońce emituje przewidywaną przez teorię liczbę neutrin, ale detektory nie wykrywały 2/3 z nich, dlatego że neutrina zmieniły swoją liczbę kwantową zwaną zapachem (przekształciły się w neutrina mionowe lub taonowe) i stały się niewykrywalne, zanim dotarły do detektorów.

### Strefa promienista
W warstwach leżących dalej niż 25% promienia słonecznego od środka Słońca nie zachodzi już praktycznie przemiana jądrowa pierwiastków i generowanie ciepła, a jedynie przewodzenie ciepła pochodzącego z jądra, dlatego w stosunku do tych warstw używa się wspólnego określenia otoczka. Według obecnego modelu Słońca pierwszą z nich, licząc od jądra, rozciągającą się do około 70% promienia słonecznego jest warstwa promienista. Materia słoneczna jest w niej wystarczająco gorąca i gęsta, by, podobnie jak w jądrze, składała się z jonów i elektronów. W tych warunkach promieniowanie cieplne jest podstawowym sposobem przekazywania energii z jądra. W strefie tej wraz ze wzrostem odległości od jądra temperatura spada z około 7 do 2 mln kelwinów; odpowiadający tej zmianie gradient temperatury jest mniejszy niż gradient adiabatyczny dla plazmy, dlatego nie zachodzi konwekcja. Przekazywanie energii odbywa się przez oddziaływanie promieniowania cieplnego z cząstkami tworzącymi plazmę; jony wodoru i helu oraz elektrony emitują fotony, które pokonują jedynie niewielki dystans i są pochłaniane przez inne jony.
Brak konwekcji w jądrze Słońca i strefie promienistej sprawia, że do strefy „spalania” wodoru nie dopływa nowe paliwo (wodór), także produkty przemian jądrowych nie wypływają w stronę powierzchni. W strefie promienistej gęstość spada stukrotnie, od 20 do 0,2 g/cm³.
Strefę promienistą od strefy konwekcyjnej oddziela warstwa przejściowa, tzw. tachoklina. Jest to obszar, w którym zachodzi gwałtowna zmiana charakteru wielkoskalowego ruchu materii pomiędzy jednolitym obrotem w strefie radiacyjnej a rotacją różnicową w strefie konwekcyjnej, co skutkuje dużym ścinaniem – stanem, w którym kolejne poziome warstwy przesuwają się jedna względem drugiej. Ruchy płynu występujące w wyższej strefie konwekcyjnej zanikają powoli w głąb tej warstwy, przy dnie dopasowując się do zachowania strefy promienistej. Istnieje hipoteza, że słoneczne pole magnetyczne jest wytwarzane przez mechanizm dynama magnetohydrodynamicznego w tej strefie przejściowej.

### Strefa konwektywna

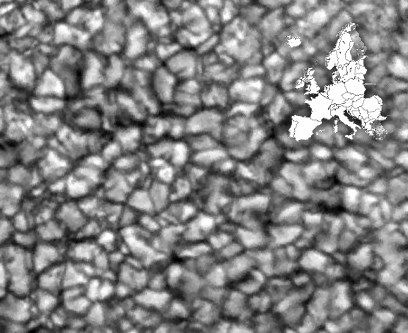
Granule na powierzchni Słońca, dla skali ukazane kontury państw Europy zachodniej i środkowej.

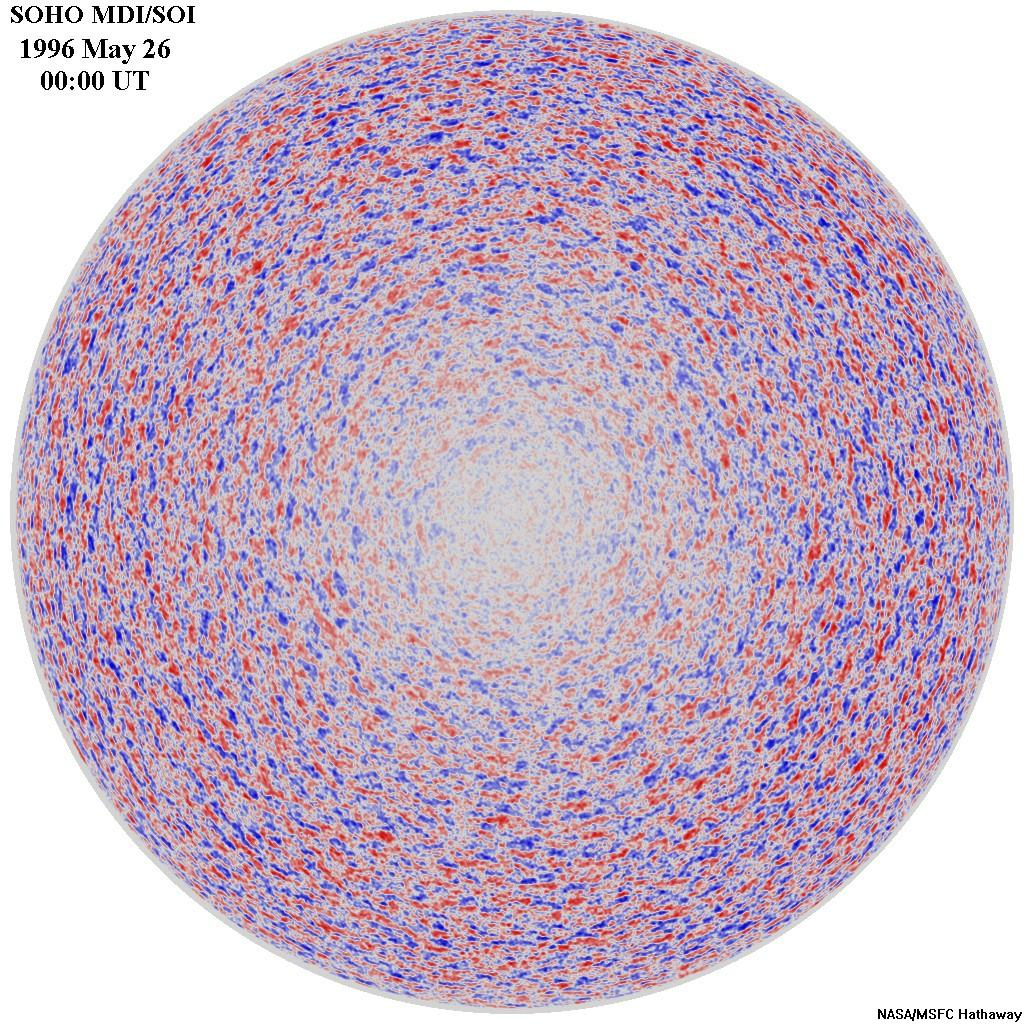
Supergranulacja powierzchni Słońca

W zewnętrznej warstwie Słońca, od jego powierzchni do głębokości około 200 000 km (70% promienia słonecznego od centrum), temperatura jest niższa niż w strefie promienistej a cięższe atomy nie są całkowicie zjonizowane. W rezultacie transport ciepła przez promieniowanie jest mniej wydajny. Materiał ogrzewany w tachoklinie, zyskując ciepło, którego nie jest w stanie wypromieniować do wyższych warstw, rozszerza się, przez co zmniejsza się jego gęstość, co pozwala mu unosić się. W rezultacie rozwija się konwekcja termiczna: komórki konwekcyjne wynoszą większość ciepła na zewnątrz, aż do fotosfery. Gdy materia ochłodzi się w fotosferze, jej gęstość wzrasta i opada do podstawy strefy konwektywnej i cykl się powtarza. W fotosferze temperatura spada do 5700 K, a gęstość do 0,2 g/m³ (około 1/6000 gęstości powietrza na poziomie morza).
Kolumny gorącej materii wznoszącej się w strefie konwekcyjnej tworzą ślad na powierzchni Słońca w postaci granulacji powierzchni i supergranulacji. Powierzchnia Słońca pokryta jest komórkami konwekcyjnymi w kształcie wielokątów o rozmiarach rzędu 1000 km zwanych granulami. Jaśniejszy obszar granuli tworzy wznosząca się z prędkością dochodzącą do 1500 km/h gorąca materia z wnętrza Słońca, ciemniejsze linie między granulami to obszary zimniejszej zapadającej się plazmy. Granule różnią się wielkością, jasnością i czasem życia. Istniejące granule zanikają i tworzą się nowe, jedna granula istnieje przez 5–10 min, większe granule istnieją dłużej. W pomiarach dopplerowskich prędkości materii fotosfery ukazuje się struktura o komórkach wielkości ponad 30 000 km zwana supergranulacją, a także komórki konwekcyjne o jeszcze większych rozmiarach, rzędu 200 000 km.
Turbulentna konwekcja w zewnętrznej części Słońca powoduje powstanie dynama o małej skali, które generuje lokalne pola magnetyczne o własnych biegunach północnych i południowych rozrzucone po całej powierzchni Słońca. Komórki konwekcyjne na Słońcu są komórkami Bénarda, dlatego przybierają kształt podobny do graniastosłupów sześciokątnych.

### Fotosfera

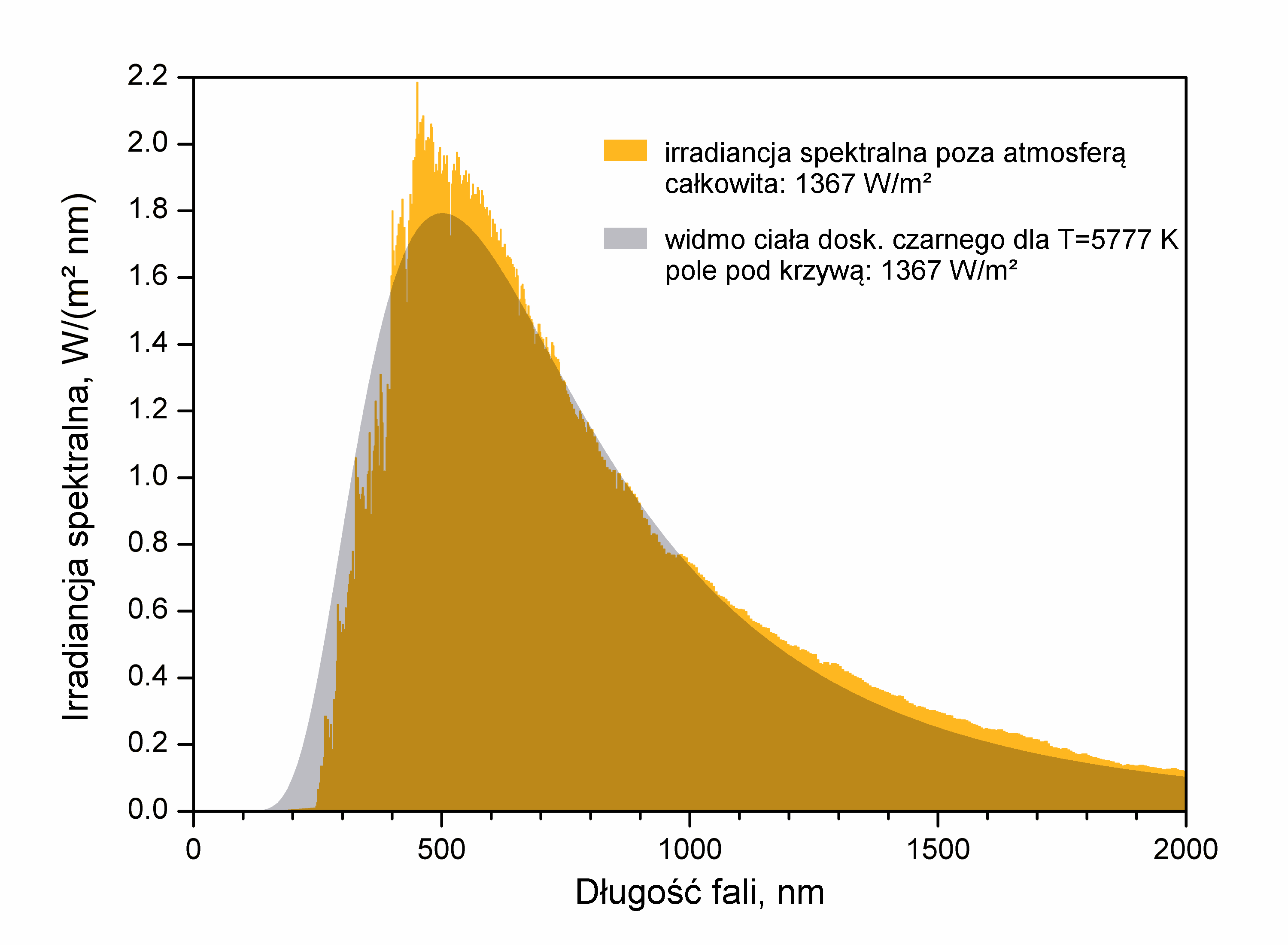
Temperatura efektywna Słońca (5777 K) to temperatura, jaką musiało by mieć ciało doskonale czarne o tych samych rozmiarach, aby wypromieniowana moc była taka sama

Widoczna gołym okiem powierzchniowa warstwa Słońca to fotosfera. Z definicji wynika, że w warstwie tej powstaje większość fotonów opuszczających Słońce. Fotosfera ma grubość około 400 km, choć warstwa ta stanowi niewielką część promienia gwiazdy, zachodzą w niej ważne zjawiska, a właściwości budującej ją materii zmieniają się znacznie. W warstwie tej wraz z wysokością ciśnienie spada od 16 do 0,68 kPa (0,16–0,0068 ciśnienia atmosferycznego na Ziemi), temperatura spada od 7610 do 4465 K. Poniżej fotosfery Słońce jest niemal nieprzezroczyste dla światła widzialnego, przez co występuje w niej konwekcja. Powyżej fotosfery światło słoneczne rozchodzi się niemal swobodnie w przestrzeni, a energia w postaci światła opuszcza Słońce. Własności optyczne fotosfery wynikają z obecności w niej jonów H−, które łatwo pochłaniają i emitują światło widzialne. W fotosferze jeden jon wodorkowy przypada na 10 mln atomów wodoru, a na szczycie fotosfery (4400 K) nie występują one niemal wcale, a wodór przestaje niemal przeźroczysty dla światła. Pomimo że jest ich tak niewiele, to one mają duży wpływ na spektrum promieniowania gwiazd, których atmosfera składa się głównie z wodoru. Światło widzialne, które dociera do Ziemi, jest wytwarzane, gdy elektrony przyłączają się do atomów wodoru, tworząc jony H−; większość światła opuszczającego Słońce powstaje w najniższych 100 km fotosfery. W 1 m³ fotosfery znajduje się średnio około 1023 cząsteczek (0,37% gęstości cząstek w atmosferze ziemskiej na poziomie morza). Fotosfera jest zjonizowana w niewielkim stopniu (około 3%), prawie cały wodór istnieje w formie atomowej. Fotosfera jest nieco bardziej przezroczysta niż czyste powietrze na Ziemi. Ponieważ górna część fotosfery jest zimniejsza niż dolna, tarcza Słońca oglądana po skosie zawiera więcej promieniowania z wyższych warstw niż oglądana prostopadle do powierzchni, co sprawia, że tarcza słoneczna jest ciemniejsza przy krawędzi (limbie); zjawisko to znane jest jako pociemnienie brzegowe. Promieniowanie Słońca w zakresie widzialnym jest najintensywniejsze w żółto-zielonej części widma i chociaż w rzeczywistości ma barwę białą, obserwowane z powierzchni Ziemi może wydawać się żółte ze względu na dość mocne rozpraszanie światła niebieskiego w atmosferze. Widmo promieniowania słonecznego (temperatura barwowa) odpowiada widmu ciała doskonale czarnego o temperaturze ok. 5900 K, z maksimum przy długości fali około 500 nm, przeplecione liniami absorpcyjnymi (tzw. liniami Fraunhofera) pochodzącymi od gazów w rozrzedzonych warstwach leżących powyżej fotosfery. Jeżeli jako punkt odniesienia zostanie przyjęty standardowy iluminant D65, to względem niego światło słoneczne przed wejściem w atmosferę Ziemi ma barwę, którą można określić jako brzoskwiniowo różową, w przestrzeni barw SRGB jest to #fff3ea, a w CIEXYZ x=0,3259, y=0,3379.
Podczas wczesnych badań widma optycznego fotosfery stwierdzono, że niektóre linie absorpcyjne nie pasują do żadnego pierwiastka chemicznego, jaki był znany wówczas na Ziemi. W 1868 roku Norman Lockyer postawił hipotezę, że te linie absorpcyjne reprezentują nieznany wcześniej pierwiastek, który nazwał hel od greckiego boga Słońca Heliosa. Dwadzieścia pięć lat później hel wyizolowano na Ziemi.

### Atmosfera

Podczas całkowitego zaćmienia Słońca koronę słoneczną można zobaczyć gołym okiem podczas krótkiej fazy pełnego zaćmienia. Na tym zdjęciu widoczne są nawet protuberancje.

Części Słońca położone poza fotosferą są określane łącznie jako atmosfera słoneczna. Mogą być one obserwowane dzięki teleskopom rejestrującym promieniowanie elektromagnetyczne od fal radiowych przez światło widzialne do promieniowania gamma. Poza fotosferą znajduje się pięć głównych obszarów: warstwa minimum temperaturowego, chromosfera, warstwa przejściowa, korona słoneczna i heliosfera.
Najchłodniejszym obszarem Słońca jest warstwa minimum temperaturowego, około 500 km nad fotosferą, gdzie temperatura spada do około 4100 K. Jest ona dostatecznie niska, aby możliwe było istnienie molekuł prostych związków chemicznych (tlenku węgla, wody), które można wykryć w widmie absorpcyjnym.
Chromosfera, warstwa przejściowa i korona są znacznie gorętsze niż powierzchnia Słońca. Zjawisko to nie zostało jednoznacznie wyjaśnione; zebrane dowody wskazują, że fale Alfvéna mogą mieć wystarczająco dużą energię, aby ogrzewać koronę.
Powyżej warstwy minimum temperaturowego znajduje się warstwa o grubości około 2000 kilometrów, w której widmie dominują linie emisyjne i absorpcyjne. Nazywa się ją „chromosferą” od greckiego χρώμα (chroma), oznaczającego „kolor”, ponieważ chromosfera jest widoczna podczas zaćmień Słońca jako kolorowy błysk na początku i na końcu fazy całkowitego zaćmienia. Temperatura w chromosferze stopniowo wzrasta z wysokością do około 20 000 K u szczytu warstwy. W górnej części chromosfery hel staje się częściowo zjonizowany.

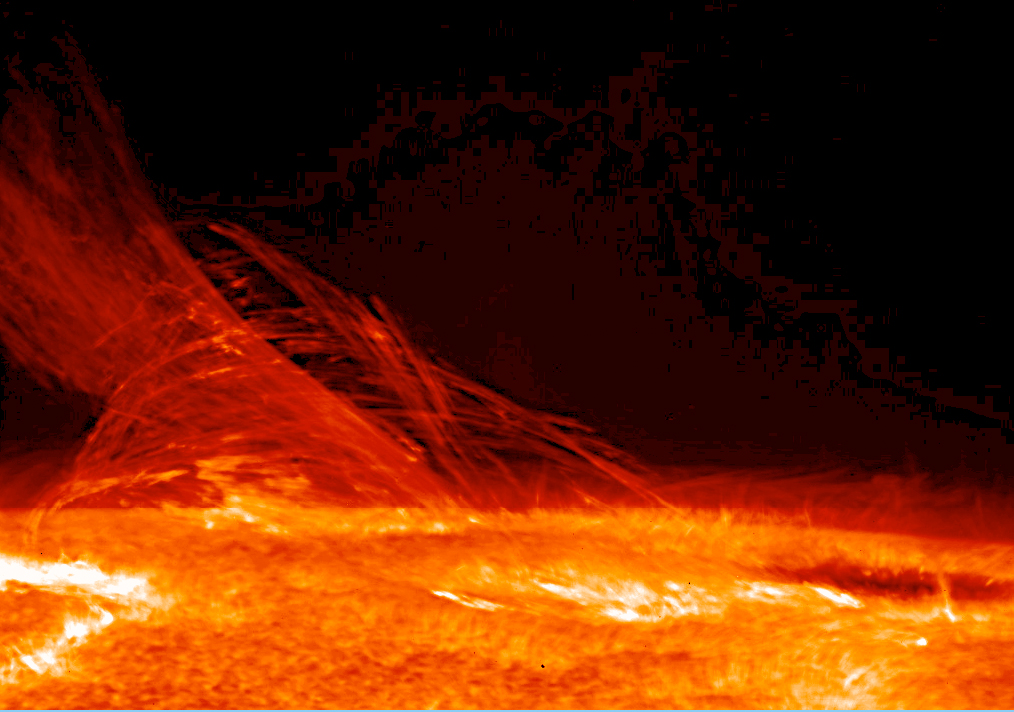
Łuki plazmy łączącej obszary o przeciwnej polarności magnetycznej składają się z drobnych filamentów. Zdjęcie wykonane przez Solar Optical Telescope na pokładzie sondy Hinode 12 stycznia 2007.

Powyżej chromosfery znajduje się cienka (około 200 km) warstwa przejściowa, w której temperatura wzrasta gwałtownie z około 20 000 K w górnej chromosferze do blisko miliona kelwinów, temperatury charakterystycznej dla korony słonecznej. Wzrost temperatury jest ułatwiony przez pełną jonizację helu w obszarze przejściowym, która znacznie zmniejsza radiacyjne ochładzanie plazmy. Warstwa przejściowa nie występuje na ściśle określonej wysokości, ale raczej stanowi rodzaj „halo” wokół przejawów aktywności chromosferycznej, jak spikule i filamenty, i jest w stałym, chaotycznym ruchu. Z powierzchni Ziemi trudno jest obserwować warstwę przejściową, ale jest ona dobrze widoczna z przestrzeni kosmicznej przez instrumenty wrażliwe na skrajny ultrafiolet.
Korona słoneczna jest następną warstwą atmosfery Słońca. Niska korona, bliżej powierzchni Słońca, ma gęstość cząstek około 1015-10 16 m−3. Średnia temperatura korony i wiatru słonecznego to 1 000 000–2 000 000 K; w najgorętszych obszarach osiąga 8 000 000–20 000 000 K. Chociaż nie istnieje kompletna teoria, która wyjaśniałaby temperaturę korony, przynajmniej część jej ciepła generuje rekoneksja magnetyczna. Korona jest rozszerzoną, zewnętrzną atmosferą Słońca, która ma objętość znacznie większą niż objętość zawarta w obrębie fotosfery. Fale na zewnętrznej powierzchni korony, które losowo rozchodzą się na jeszcze większą odległość od Słońca, nazywa się wiatrem słonecznym; rozchodzi się on w obrębie całego Układu Słonecznego.
Heliosfera – rzadki, najbardziej zewnętrzny obszar atmosfery Słońca – jest wypełniona plazmą wiatru słonecznego. Jej wewnętrzną granicę wyznacza obszar, w którym przepływ wiatru słonecznego staje się szybszy niż prędkość fal Alfvéna, około 20 promieni słonecznych (0,1 au) od środka gwiazdy. Turbulencja i siły dynamiczne działające w heliosferze nie mogą wpływać na kształt korony słonecznej, ponieważ informacje (odkształcenia) mogą podróżować tylko z prędkością fal Alfvéna. Wiatr słoneczny przemieszcza się na zewnątrz w sposób ciągły przez heliosferę, formując pole magnetyczne Słońca na kształt spirali Archimedesa, aż osiągnie heliopauzę, ponad 50 au od Słońca. W grudniu 2004 roku sonda Voyager 1 przekroczyła szok końcowy, wewnętrzną granicę heliosfery, a w 2012 roku wydostała się poza heliopauzę. Obie sondy Voyager rejestrowały podwyższony poziom wysokoenergetycznych cząstek w miarę zbliżania się do tej granicy.
Heliosfera rozciąga się daleko poza obszar planet Układu Słonecznego i orbity obiektów Pasa Kuipera, takich jak Pluton. Heliopauza wyznacza granicę wpływu Słońca, poza którą rozpościera się ośrodek międzygwiazdowy. Pole grawitacyjne Słońca dominuje na większym obszarze, utrzymując obłok Oorta rozciągający się daleko poza granicę heliosfery.

### Pole magnetyczne

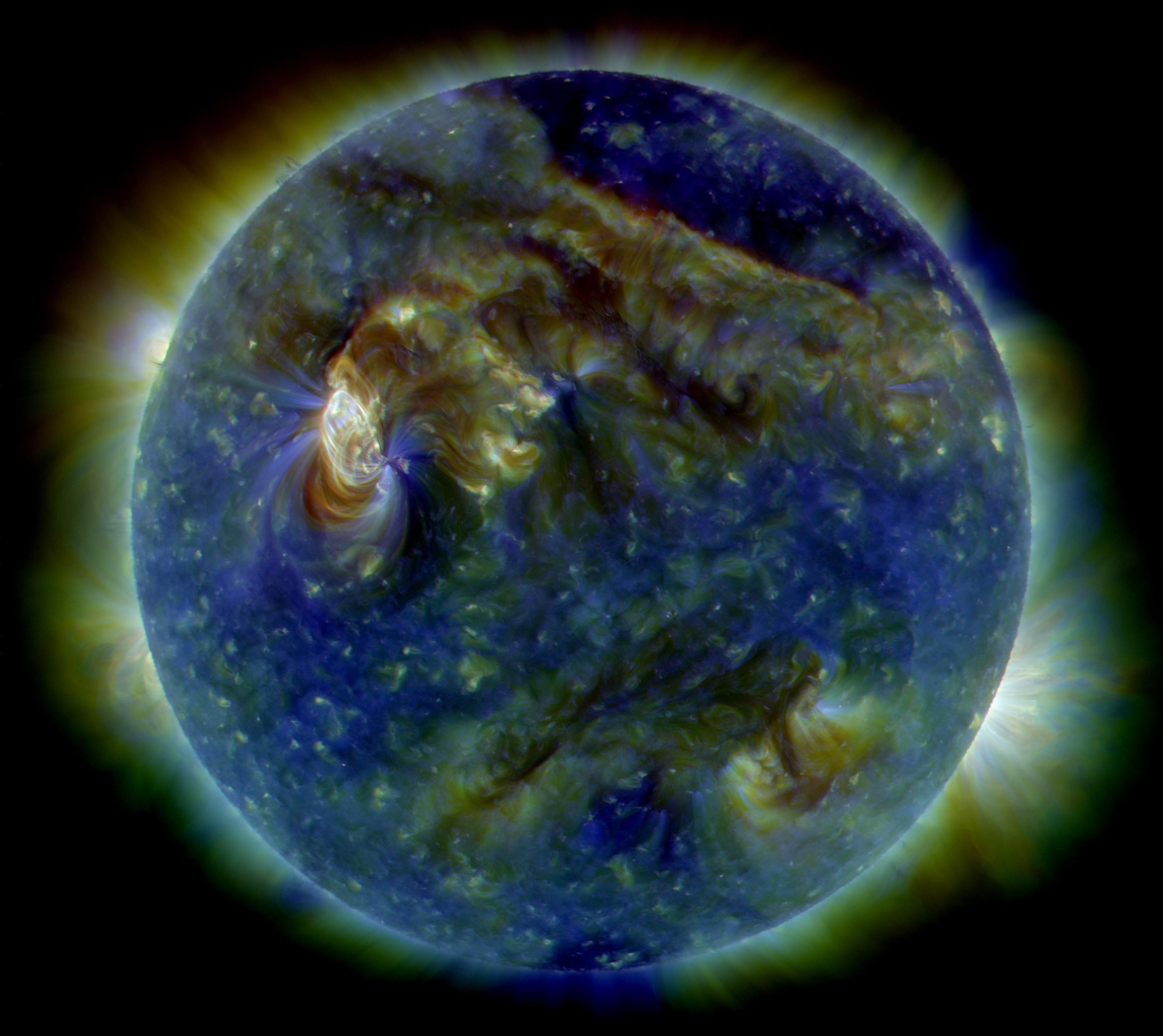
Na tym zdjęciu w fałszywych kolorach, ukazującym Słońce w ultrafiolecie, widoczny jest rozbłysk słoneczny klasy C3 (biały obszar po lewej, powyżej środka), słoneczne tsunami (falista struktura, w górnej prawej ćwiartce) i liczne włókna plazmy układające się wzdłuż linii pola magnetycznego, unoszące się nad powierzchnią gwiazdy

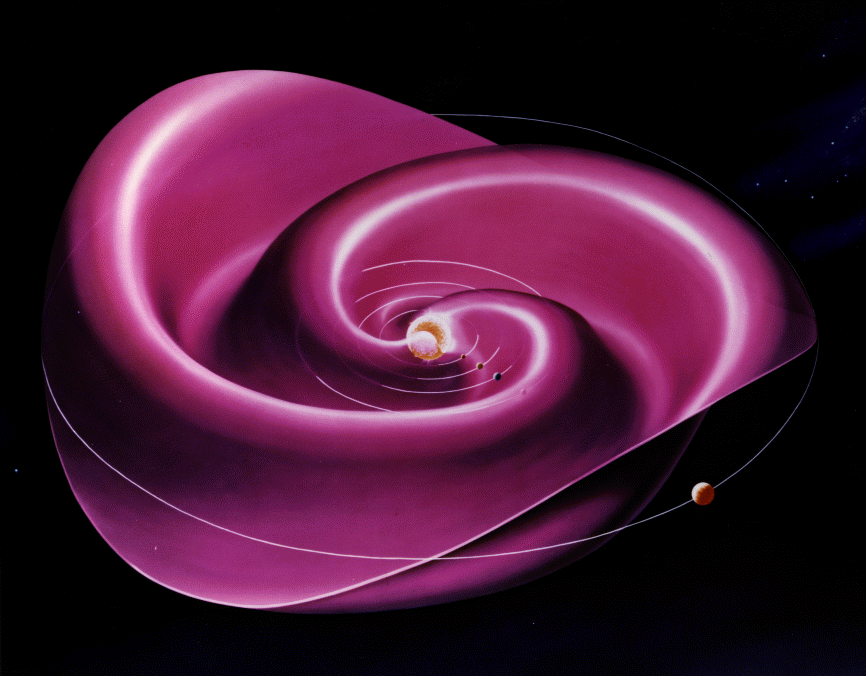
Heliosferyczna warstwa prądowa: powierzchnia, na której pole magnetyczne Słońca zmienia polarność, kształtowana przez wpływ obracającego się pola magnetycznego Słońca na plazmę ośrodka międzyplanetarnego

Słońce jest gwiazdą magnetycznie aktywną, ma silne pole magnetyczne, które w małej skali zmienia się nieustannie, a co około jedenaście lat, w pobliżu maksimum słonecznego zmienia biegunowość. Pole magnetyczne Słońca powoduje wiele efektów, które są zbiorczo nazywane aktywnością słoneczną, w tym plamy na powierzchni Słońca, rozbłyski i zmiany wiatru słonecznego, który niesie materię poprzez Układ Słoneczny (tzw. pogoda kosmiczna). Wpływ aktywności słonecznej na Ziemię przejawia się m.in. w występowaniu zórz na umiarkowanych i wysokich szerokościach geograficznych, zakłóceniach łączności radiowej i przesyłu prądu elektrycznego. Odegrała ona najprawdopodobniej dużą rolę w powstaniu i ewolucji Układu Słonecznego. Aktywność słoneczna zmienia także strukturę zewnętrznej atmosfery Ziemi.
Cała materia w Słońcu występuje w postaci gazu, a w wysokich temperaturach plazmy. Dzięki temu Słońce może obracać się szybciej na równiku (około 25 dni) niż w wyższych szerokościach heliograficznych (około 35 dni w pobliżu biegunów). Rotacja różnicowa Słońca powoduje skręcenie linii jego pola magnetycznego, tworząc pętle pola magnetycznego wznoszące się z powierzchni Słońca i powodując powstawanie plam słonecznych i protuberancji (patrz: rekoneksja magnetyczna). Ten ruch napędza dynamo słoneczne i 11-letni cykl aktywności słonecznej.
Słoneczne pole magnetyczne znacznie wykracza poza granice samego Słońca. Plazma wiatru słonecznego niesie pole magnetyczne w przestrzeń międzyplanetarną, tworząc tzw. międzyplanetarne pole magnetyczne. Ponieważ plazma może poruszać się tylko wzdłuż linii pola magnetycznego, międzyplanetarne pole magnetyczne jest początkowo rozciągnięte radialnie od Słońca. Ponieważ pola na północ i na południe od równika słonecznego mają różne bieguny, z wektorem indukcji wskazującym w stronę Słońca bądź odwrotnie, w płaszczyźnie równikowej Słońca istnieje cienka warstwa graniczna, wzdłuż której płynie słaby prąd – tzw. heliosferyczna warstwa prądowa (ang. heliospheric current sheet). W większej odległości obrót Słońca skręca pole magnetyczne i tę warstwę w kształt spirali Archimedesa, tworząc strukturę zwaną spiralą Parkera. Międzyplanetarne pole magnetyczne jest o wiele silniejsze niż składowa dipolowa słonecznego pola magnetycznego, która na powierzchni fotosfery ma indukcję od 50 do 400 μT i maleje z odwrotnością sześcianu odległości od Słońca, do około 0,1 nT przy orbicie Ziemi. Jednakże zgodnie z obserwacjami sond kosmicznych, międzyplanetarne pole magnetyczne w pobliżu Ziemi ma wartość 5 nT, około sto razy większą. Różnicę powodują pola magnetyczne generowane przez prądy elektryczne, płynące w plazmie pochodzącej ze Słońca.

## Skład chemiczny

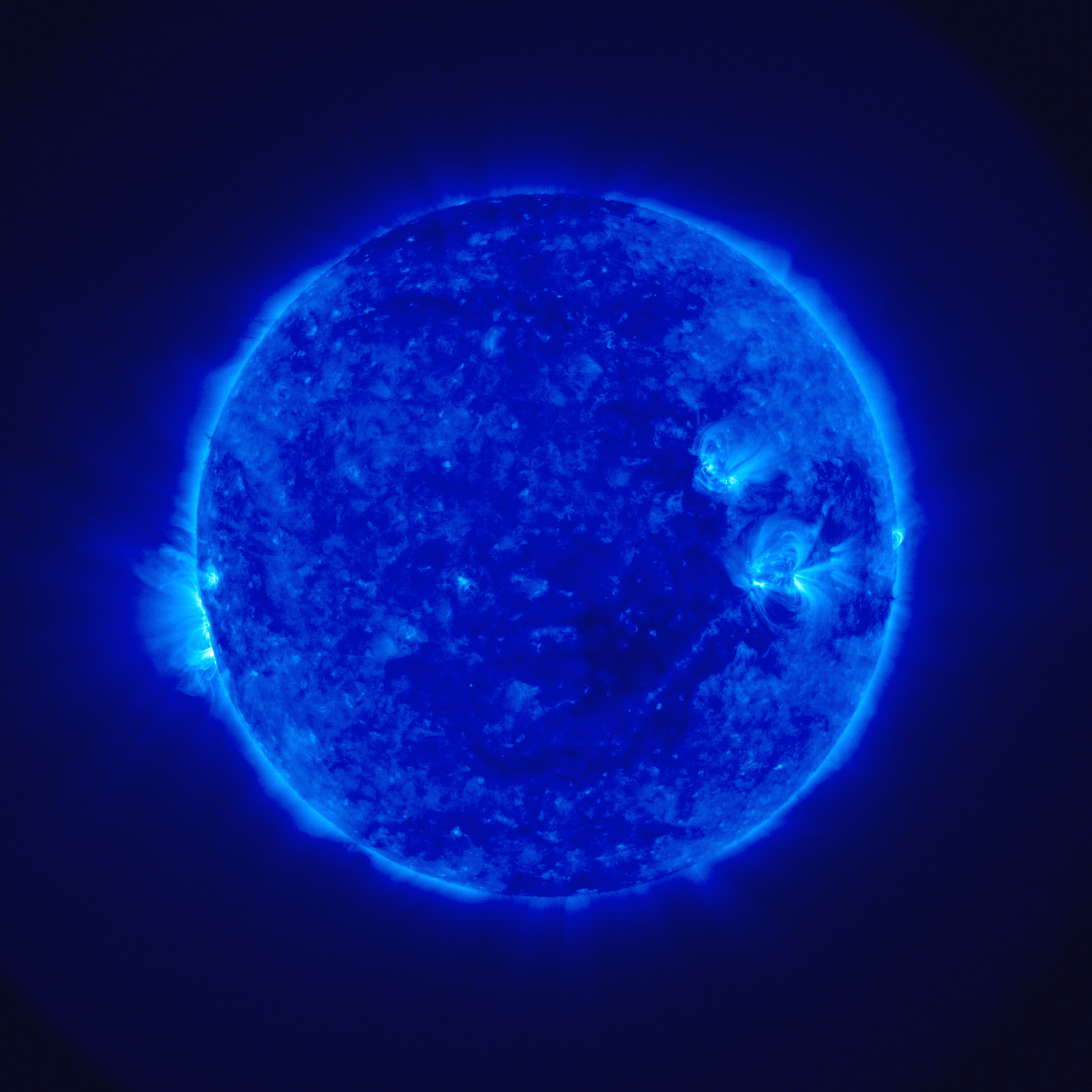
Zdjęcie Słońca w skrajnym ultrafiolecie (171 Å) uzyskane przez sondy STEREO wysłane przez NASA w 2006

Z punktu widzenia chemika, powierzchnia lub wnętrze gwiazdy… jest nudne – nie ma tam cząsteczek.” – Roald Hoffmann

Słońce składa się głównie z dwóch pierwiastków chemicznych: wodoru i helu; stanowią one w fotosferze odpowiednio 74,91% i 23,77% masy, pozostałe pierwiastki stanowią 1,33%. Wszystkie cięższe pierwiastki, zwane w astronomii metalami, to głównie tlen (około 1% masy), węgiel (0,3%), neon (0,2%) i żelazo (0,2%).
Słońce odziedziczyło skład chemiczny po ośrodku międzygwiazdowym, z którego powstało. Wodór i hel, które zawiera, zostały wytworzone w procesach pierwotnej nukleosyntezy, a „metale” zostały wyprodukowane przez nukleosyntezę we wcześniejszych pokoleniach gwiazd, które zakończyły swoje życie i zwróciły swoją materię do ośrodka międzygwiezdnego przed powstaniem Słońca. Skład chemiczny fotosfery jest zwykle uważany za reprezentatywny dla pierwotnego składu Układu Słonecznego. Jednakże od czasu, gdy Słońce powstało, część helu i cięższych pierwiastków opadła w głąb gwiazdy z fotosfery. Dlatego stężenie helu w dzisiejszej fotosferze jest zmniejszone, a metaliczność stanowi tylko 84% metaliczności, jaką miało Słońce w fazie protogwiazdy (przed rozpoczęciem syntezy jądrowej w jądrze). Słońce w fazie protogwiazdy zawierało przypuszczalnie 71,1% wodoru, 27,4% helu i 1,5% metali.
W wewnętrznej części Słońca synteza jądrowa zmieniła skład materii, przekształcając część wodoru w hel. Najgłębsza część Słońca zawiera obecnie mniej więcej 60% helu przy niezmienionej zawartości metali. Ponieważ we wnętrzu Słońca energia jest przenoszona przez promieniowanie, a nie konwekcję (patrz strefa promienista powyżej), produkty syntezy z jądra nie wzniosły się do fotosfery.
„Spalanie” wodoru w centrum tworzy obszar wypełniony „helowym popiołem”, przekształcanie wodoru w hel, stopniowo słabnie w centrum Słońca i przechodzi do coraz wyższych warstw. Ten proces będzie trwał dalej i doprowadzi w końcu do tego, że Słońce opuści ciąg główny, by stać się czerwonym olbrzymem.
Zawartość cięższych pierwiastków jest typowo badana za pomocą spektroskopii fotosfery Słońca i porównywana ze składem meteorytów szczególnie chondrytów węglistych, które nigdy nie były ogrzane do temperatury topnienia. Dzięki temu mogły zachować pierwotny skład mgławicy przedsłonecznej. Te dwie metody na ogół dają zgodne wyniki.
Zawartość litu w porównaniu do innych metali w fotosferze Słońca jest około 150 razy mniejsza niż w meteorytach, a boru i berylu porównywalna. Mała zawartość litu wskazuje na jego ubywanie w procesie Li + H = 2He, zachodzące w takim obszarze Słońca, by zachodziła wymiana materii między wierzchnimi warstwami Słońca a miejscem zachodzenia reakcji. Rozważano możliwość zachodzenia tego procesu w centrum Słońca w fazie protogwiazdy oraz w dolnej części strefy konwektywnej, gdy Słońce było już na ciągu głównym, a jego centrum było promieniste. Wykazano jednak, że temperatura w strefie konwekcji była zawsze zbyt mała, by zachodziło w niej „spalanie” litu.

### Jony pierwiastków z grupy żelaza
W latach 70. XX wieku wiele badań koncentrowało się na zawartości pierwiastków grupy żelaza w Słońcu. Chociaż przeprowadzono znaczną liczbę badań, określenie zawartości niektórych pierwiastków (np. kobaltu i manganu) było nadal problematyczne (co najmniej do 1978 roku), ze względu na ich strukturę nadsubtelną.
Pierwszy w dużej mierze kompletny zestaw mocy oscylatora dla pojedynczo zjonizowanych pierwiastków grupy żelaza został opracowany w 1960 roku, a jego poprawiona wersja w 1976. W 1978 roku wyznaczono zawartość pojedynczo zjonizowanych atomów pierwiastków grupy żelaza.

### Stosunki izotopów w Słońcu i planetach
Wielu autorów rozważało przyczynę istnienia różnic składu izotopów gazów szlachetnych między Słońcem a planetami, na przykład korelacje między składem izotopowym planetarnego i słonecznego neonu i ksenonu. Przed 1983 rokiem powszechnie funkcjonował pogląd, że skład izotopowy metali w całej objętości Słońca jest jednakowy. W 1983 roku postawiono hipotezę, że frakcjonowanie izotopów zachodzące w Słońcu wpłynęło na różnice w proporcjach izotopów w planetach i wietrze słonecznym.

## Cykle słoneczne

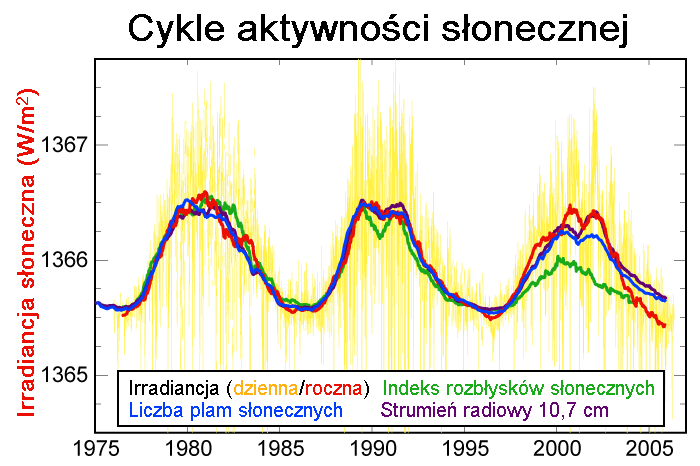
Aktywność słoneczna w ostatnich 30 latach. Oznaczenia wykresów: irradiancja (dzienna/roczna), plamy słoneczne, rozbłyski słoneczne, strumień radiowy 10,7 cm.

Wykres motylkowy. Zmiany rozmieszczenia plam słonecznych.

Liczba obserwowanych plam od 1610 roku (od 1749 roku obserwacje ciągłe), uwidaczniająca zmienność, w tym cykl ~11-letni i głębokie minimum Maundera

### Plamy słoneczne i cykl słoneczny
Przy obserwacji Słońca przez odpowiednie filtry zwykle natychmiast zauważalne stają się plamy na jego powierzchni, obszary powierzchni wyraźnie ciemniejsze niż ich otoczenie. Powodem mniejszej jasności jest ich niższa temperatura. Wewnętrzna część plamy nazywana jest cieniem, jest ona zazwyczaj otoczona półcieniem, obszarem, na którym widać zdeformowaną strukturę granuli. Małe plamy pozbawione półcienia nazywane są porami, stanowią one pierwszy etap ewolucji plam. Plamy słoneczne to regiony intensywnej aktywności magnetycznej, gdzie konwekcja jest hamowana przez silne pole magnetyczne, redukując transport ciepła z gorącego wnętrza na powierzchnię. Pole magnetyczne powoduje silne nagrzewanie korony, tworząc regiony aktywne, które są źródłem intensywnych rozbłysków i koronalnych wyrzutów masy. Największe plamy mogą mieć średnicę dziesiątek tysięcy kilometrów.
Liczba plam widocznych na Słońcu (zobacz: liczba Wolfa) nie jest stała, ale zmienia się w 11-letnim cyklu znanym jako cykl słoneczny. W typowym minimum aktywności słonecznej plamy są mało widoczne, czasami wcale, a te, które się pojawiają, występują na wysokich szerokościach heliograficznych. W miarę rozwijania się cyklu słonecznego liczba plam wzrasta i przenoszą się one bliżej równika Słońca; zjawisko to opisuje prawo Spörera. Plamy słoneczne zwykle występują w parach o przeciwnej biegunowości magnetycznej. Polaryzacja magnetyczna wiodącej plamy zmienia się na przeciwną w każdym kolejnym cyklu słonecznym, tak, że północny biegun magnetyczny w jednym cyklu słonecznym zostanie zastąpiony przez południowy biegun magnetyczny w następnym. Cykl słoneczny związany jest z cyrkulacją plazmy w warstwie konwektywnej; długie minima aktywności mogą być związane z przyspieszeniem ruchu w górnych warstwach „pasa transmisyjnego” plazmy w średnich szerokościach heliograficznych.
Cykl słoneczny ma duży wpływ na pogodę kosmiczną, a także na klimat Ziemi, jako że jasność Słońca ma bezpośredni związek z aktywnością magnetyczną. Słoneczne minima aktywności wydają się być skorelowane z niższymi temperaturami na Ziemi, a szczególnie długie cykle słoneczne korelują z cieplejszymi okresami. Wydaje się, że w XVII wieku cykl słoneczny całkowicie zatrzymał się na kilka lat – w tym okresie zaobserwowano bardzo niewiele plam. Podczas tej epoki, znanej jako minimum Maundera lub mała epoka lodowa, Europa doświadczyła wyjątkowo niskich temperatur. Wcześniejsze wydłużone minima zostały odkryte poprzez analizę słojów przyrostu rocznego drzew i wydaje się, że zbiegły się w czasie z okresami niższych niż średnie temperatur na Ziemi.

### Hipotetyczny cykl długookresowy
Jedna z nowszych teorii twierdzi, że niestabilności magnetyczne w jądrze Słońca powodują wahania o okresach 41 000 lub 100 000 lat. Mogą one stanowić wyjaśnienie epok lodowych alternatywne wobec cykli Milankovicia.

## Etapy ewolucji
Słońce obecnie jest w przybliżeniu w połowie najbardziej stabilnej części swojego życia. Nie zmieniło się znacznie w ciągu ostatnich czterech miliardów lat i pozostanie stabilne przez kolejne cztery miliardy. Jednakże w miarę ustawania syntezy wodoru w hel w jądrze i przenoszenie się jej do wyższych warstw Słońce czekają poważne zmiany, zarówno wewnętrzne, jak i zewnętrzne.

### Powstanie
Słońce uformowało się około 4,57 mld lat temu w wyniku zapadnięcia się części wielkiego obłoku molekularnego, który składał się głównie z wodoru oraz helu i przypuszczalnie utworzył wiele innych gwiazd, w tym HD 162826. Jego wiek został oszacowany na podstawie modeli komputerowych ewolucji gwiazd i pomiarów zawartości ciężkich radioizotopów. Wynik ten jest spójny z datowaniem izotopowym najstarszej materii w Układzie Słonecznym, o wieku 4,567 mld lat. Badania meteorytów ujawniły ślady stabilnych izotopów potomnych, pochodzących z rozpadu krótkożyciowych izotopów, takich jak żelazo-60, które mogą powstać naturalnie tylko w wyniku eksplozji krótko żyjących gwiazd. To wskazuje, że jedna lub kilka supernowych musiało eksplodować w pobliżu miejsca, gdzie narodziło się Słońce. Fale uderzeniowe wybuchów mogły spowodować zagęszczenie gazów w obłoku molekularnym i sprawić, że pewne jego regiony zapadły się pod wpływem własnej grawitacji. Zachowanie momentu pędu sprawiło, że zapadający się obłok obracał się coraz szybciej. Większość masy skupiła się w centrum, tworząc protogwiazdę, podczas gdy reszta spłaszczyła się, formując dysk protoplanetarny, z którego później powstały planety i inne satelity Słońca. Protosłońce miało rozmiary wielokrotnie większe niż obecnie, dlatego mimo niskiej temperatury świeciło wielokrotnie jaśniej niż obecnie. Wraz z kurczeniem jasność szybko malała, w przeciągu 10 mln lat spadła poniżej obecnej. Kompresja materii w jądrze protogwiazdy generowała duże ilości ciepła, którego przybywało w miarę akrecji gazu z otaczającego dysku, aż do zainicjowania reakcji termojądrowych w centrum. 10 mln lat po rozpoczęciu zapadania obłoku, narodziło się Słońce, gwiazda o średnicy około 1,33 razy większej niż obecnie i temperaturze powierzchni 4500 K. Nowo powstałe gwiazdy o podobnej masie przechodzą przez okres dużej aktywności, będąc tzw. gwiazdami typu T Tauri; najprawdopodobniej tak samo ewoluowało młode Słońce. Materia wciąż na nie opadała, ale równocześnie emitowany był intensywny wiatr słoneczny, który usunął pozostałości mgławicy przedsłonecznej. Po około 17 mln lat Słońce osiągnęło równowagę hydrostatyczną i dołączyło do gwiazd ciągu głównego, rozpoczynając najdłuższy etap w swojej ewolucji.

### Ciąg główny

Ewolucja jasności, promienia i temperatury efektywnej Słońca, w porównaniu ze stanem obecnym. Źródło: Ribas (2010).

Słońce jest obecnie mniej więcej w połowie swojego pobytu w ciągu głównym ewolucji gwiazd, podczas którego reakcje w jądrze łączą jądra wodoru w hel. W każdej sekundzie ponad cztery miliony ton materii są zamieniane w energię w jądrze Słońca; tworzone są fotony i neutrina. Takie tempo oznacza, że Słońce zdążyło przekształcić w energię masę około 100 mas Ziemi. Łącznie Słońce będzie gwiazdą ciągu głównego przez około 10–11 miliardów lat.
Ciąg główny jest najdłuższym i najbardziej stabilnym okresem życia Słońca, ale w tym okresie także powoli ewoluuje. Zmiany zachodzą przede wszystkim w odpowiedzi na zmianę stężenia podstawowych składników gwiazdy wywołaną przemianą wodoru w hel. Słońce jest w równowadze hydrostatycznej, w której ciśnienie wewnętrzne równoważy nacisk warstw zewnętrznych gwiazdy, w gwieździe wielkości Słońca, na tym etapie życia, ciśnienie jest wywołane głównie przez cząstki plazmy. Materia jądra zachowuje się tak jak gaz doskonały, ciśnienie zależy od temperatury i liczby cząstek w jednostce objętości. Przemiana wodoru w hel zmniejsza czterokrotnie liczbę cząstek w jądrze. To z kolei zwiększa gęstość jądra i uwalnia energię grawitacyjną, z czego połowa tej energii jest emitowana na zewnątrz, a połowa podnosi temperaturę jądra (twierdzenie wirialne). Proces ten umożliwia „spalanie” wodoru, który wcześniej był poza jądrem, wzrost gęstości i temperatury rekompensuje ubytek wodoru, sumarycznie intensywność produkcji energii, a tym samym jasność, rośnie.
Wyższa temperatura jądra i większy odpływ energii powoduje, że zewnętrzne warstwy nieco rozszerzają się, a gwiazda staje się jaśniejsza. Temperatura powierzchni podczas ewolucji gwiazdy ciągu głównym zmienia się, przy czym dla gwiazd poniżej około 1,25 M⊙ temperatura powierzchni ma tendencję wzrostową. W wyniku tych zmian Słońce pozostaje na ciągu głównym, nieznacznie przesuwając się na diagramie HR lekko w górę i na lewo. Wewnętrznie zmiany są bardziej istotne, ale ich efekty nie są bardzo widoczne z zewnątrz, dopóki gwiazda nadal pali wodór w jądrze.
Standardowy model Słońca wskazuje, że przez 4,6 mld lat, które Słońce spędziło w ciągu głównym, jego:
- promień wzrósł o około 12%
- temperatura jądra wzrosła o około 16%
- jasność wzrosła o około 40%
- temperatura efektywna powierzchni zwiększyła się o około 3%, a strumień neutrin z rozpadu nietrwałego nuklidu 8B wzrósł ponad 40-krotnie[127].

Zmiany te będą trwały nadal, dopóki Słońce pozostaje w ciągu głównym.

### Ewolucja po zużyciu wodoru w jądrze

Rozmiar Słońca dzisiaj w porównaniu z szacowanym rozmiarem w przyszłej fazie czerwonego olbrzyma

Za około 5,4 mld lat Słońce opuści ciąg główny i zacznie proces przekształcania się w czerwonego olbrzyma. Nastąpi to wówczas, gdy w centrum Słońca większość wodoru zużyje się, ale powstały hel będzie zajmował mniej miejsca, w jądrze i jego otoczeniu będzie rosnąć temperatura, wodór będzie „spalany” najintensywniej nie w samym centrum Słońca, ale na obrzeżu jądra – ten typ „spalania” nazywa się powłokowym (ang. shell hydrogen burning). Na etapie tym wzrośnie ilość „spalanego” wodoru, w wyniku czego wzrośnie jasność Słońca. Zwiększenie jasności odbywa się poprzez wzrost promienia gwiazdy. Zmniejszenie przyspieszenia grawitacyjnego na powierzchni Słońca spowoduje spadek temperatury powierzchni. Słońce wejdzie w fazę podolbrzyma, powoli podwoi swoje rozmiary w ciągu około pół miliarda lat. Przez następne pół miliarda lat będzie rozszerzało się szybciej, aż stanie się około 200 razy większe (pod względem średnicy) niż obecnie i kilka tysięcy razy jaśniejsze. Znajdzie się wtedy na tzw. gałęzi czerwonych olbrzymów (ang. red giant branch, RGB), w której to fazie spędzi około miliarda lat. W fazie tej nasili się wiatr słoneczny, który będzie głównym powodem utraty około 1/3 masy Słońca.
Ocenia się, że Słońce stanie się dostatecznie duże, żeby pochłonąć najbliższe planety, przypuszczalnie także Ziemię. Jeszcze zanim Słońce stanie się olbrzymem, jego jasność się podwoi, wywołując katastrofalne zmiany klimatu Ziemi, obejmujące całkowite wyparowanie oceanów.

Ścieżka rozwoju gwiazdy o masie Słońca na diagramie H-R od ciągu głównego wieku zero do stadium białego karła

W trakcie syntezy wodoru w powłoce jądra temperatura jądra wewnątrz powłoki jest jednakowa i rośnie nieznacznie, rośnie za to nacisk wywołany zwiększaniem się udziału helu w powłoce. Ale jądro wewnętrzne nie zmniejsza się już zgodnie z prawem gazu doskonałego, materia jest tak zagęszczona, że elektrony zajmują wszystkie dostępne im stany kwantowe (są zdegenerowane) i nie mogą już zająć mniejszej objętości (materia taka zachowuje się jak ciecz). Efektem tego jest szybszy wzrost wymiarów zewnętrznych gwiazdy. Po zakończeniu fazy RGB Słońcu pozostanie tylko około 120 mln lat aktywnego życia, ale będzie to okres obfitujący w wydarzenia. Najpierw, gdy temperatura w jądrze osiągnie 100 mln K, nastąpi zapłon reakcji syntezy helu w węgiel. Ze względu na nieściśliwość jądra to rozprzestrzenienie reakcji w jądrze będzie gwałtowne (rzędu minut), nastąpi błysk helowy. Błysku nie będzie widać z zewnątrz, cała energia rozproszy się w materii Słońca. W wyniku tej reakcji wzrośnie znacznie temperatura jądra, elektrony uzyskają większą energię, przez co będzie mogło zmieścić się ich więcej w danej objętości, materia przestanie być zdegenerowana, jądro będzie mogło skurczyć się; hel będzie wówczas „spalany” spokojniej, Słońce też skurczy się do rozmiarów około 10 razy większych niż obecne przy 50 razy większej jasności i nieco niższej temperaturze niż dziś. Słońce straci nieco na jasności i zwiększy temperaturę powierzchni (prawie poziomy odcinek na diagramie H-R, tzw. gałąź horyzontalna; ang. horizontal branch, HB), ale przy posiadanej masie nie będzie ewoluować daleko w błękitną stronę gałęzi; helu w odpowiedniej temperaturze wystarczy na 100 mln lat.
Po wyczerpaniu helu w wewnętrznej części jądra Słońce będzie składało się z węglowo-tlenowego jądra, w którym nie zachodzi fuzja, powłoki helowej, powłoki wodorowej oraz słabo grawitacyjnie związanej z nimi otoczki. Słońce ponownie będzie rozszerzało się, nawet szybciej niż po wyczerpaniu wodoru i do większych rozmiarów, osiągając większą jasność. Stanie się wtedy gwiazdą na linii ewolucyjnej nazywanej asymptotyczną gałęzią olbrzymów (ang. asymptotic giant branch, AGB), prowadzącą fuzje wodoru i helu w powłokach otaczających zdegenerowane jądro. W fazie tej w Słońcu oprócz fuzji będzie zachodziła nukleosynteza pierwiastków cięższych od tlenu w wyniku procesu s. Po około 20 mln lat wczesnej fazy AGB Słońce zacznie stawać się stopniowo coraz mniej stabilne, gwałtownie tracąc masę i podlegając pulsom termicznym, które co około 100 tys. lat zwiększą rozmiar i jasność na kilkaset lat. Kolejne pulsy będą coraz silniejsze, prowadząc do wzrostu jasności nawet do 5000 razy większej niż obecna i promienia do ponad 1 au. Modele różnią się ocenami tempa i czasu utraty masy; większa utrata masy w fazie RGB prowadzi do mniejszych rozmiarów i jasności u szczytu AGB, przypuszczalnie sięgających tylko 200 R☉ i 2000 L☉, odpowiednio. Przewiduje się, że na Słońcu zajdą cztery pulsy termiczne, zanim gwiazda całkowicie straci otoczkę i stworzy mgławicę planetarną. Pod koniec tej fazy, trwającej ok. 400 tys. lat, Słońce będzie miało już tylko około połowę obecnej masy.

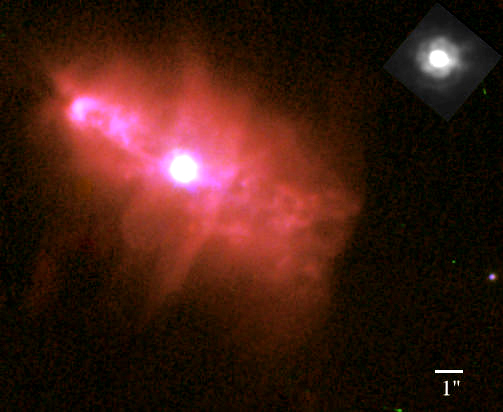
Słaba mgławica planetarna IC 2149; Słońce może utworzyć podobną

Ewolucja po AGB jest jeszcze szybsza. Jasność pozostanie w przybliżeniu stała, podczas gdy temperatura wzrośnie; połowa masy Słońca zostanie wyrzucona i utworzy mgławicę planetarną, zjonizowaną przez promieniowanie odsłoniętego jądra, którego temperatura osiągnie 30 000 K. Ostatecznie temperatura jądra sięgnie ponad 100 000 K, po czym zacznie spadać, a jądro mgławicy przekształci się w białego karła. Mgławica planetarna rozproszy się po około 10 000 lat, ale biały karzeł przetrwa biliony (~1012) lat, zanim ostygnie całkowicie, stając się czarnym karłem.

### Los Ziemi

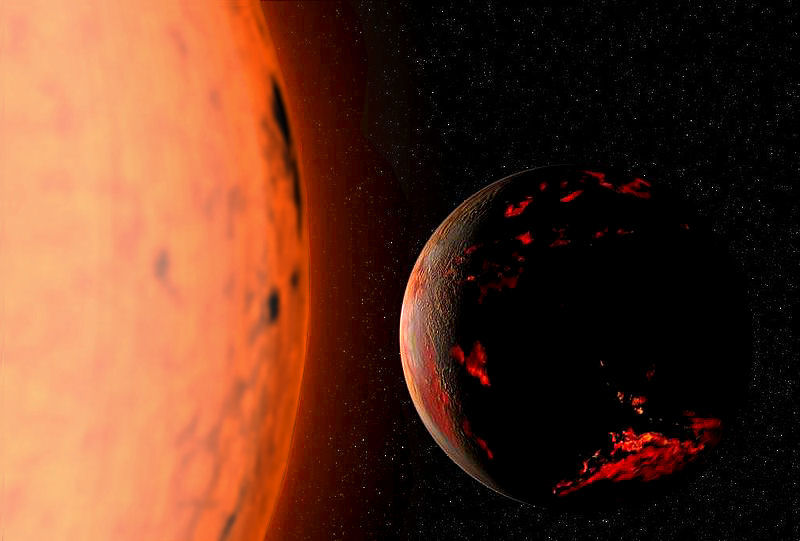
Wizja artystyczna Słońca jako czerwonego olbrzyma i pozbawionej atmosfery Ziemi.

W dalszej perspektywie woda na Ziemi i większość jej atmosfery zostanie utracona w wyniku ucieczki w przestrzeń kosmiczną, spowodowaną przez zmiany towarzyszące ewolucji Słońca. Słońce, pozostając w ciągu głównym, staje się powoli coraz jaśniejsze (obecnie w tempie 10% na 1 mld lat). Temperatura powierzchni Słońca jest prawie stała. Zwiększenie jasności jest konsekwencją powolnego wzrostu promienia gwiazdy. W ciągu najbliższego miliarda lat jasność wzrośnie na tyle, że oceany Ziemi wyparują i woda uleci w przestrzeń, czyniąc planetę nieprzyjazną dla wszystkich form życia ziemskiego.
Prawdopodobnie planeta nie przetrwa przemiany Słońca w czerwonego olbrzyma. Maksymalny promień, jaki osiągnie Słońce, będzie większy niż obecny promień orbity Ziemi równy w przybliżeniu 1 au (1,5 ×1011 m), 250 razy większy niż obecnie. Gdy Słońce stanie się olbrzymem z gałęzi asymptotycznej, orbity planet oddalą się od niego ze względu na utratę około 30% masy, w większości w postaci zwiększonego wiatru słonecznego. Ponadto przyspieszenie pływowe przeniesie Ziemię na wyższą orbitę wokółsłoneczną (podobnie jak Ziemia wpływa na Księżyc). Te procesy zwiększają szansę przetrwania planety; jednak obecne badania wskazują, że Ziemia zostanie wciągnięta w głąb atmosfery Słońca na skutek oddziaływania z chromosferą olbrzyma oraz opóźnienia wywołanego przez siły pływowe.

## Światło słoneczne na Ziemi

Rozmiary tarczy Słońca widziane z orbity Merkurego, Wenus, Ziemi, Marsa, Jowisza, Saturna, Urana, Neptuna i Plutona

Światło słoneczne jest podstawowym źródłem energii w bilansie energetycznym Ziemi jako ciała niebieskiego, jak i bezpośrednio lub pośrednio dla niemal wszystkich form życia. Jedynym znaczącym źródłem energii, które nie jest promieniowaniem słonecznym i nie powstało w wyniku przetworzenia energii, jest energia rozpadów promieniotwórczych pierwiastków wewnątrz Ziemi.
Światło słoneczne przed wejściem do atmosfery ziemskiej przenosi 1368 W na metr kwadratowy powierzchni, ustawionej prostopadle do promieni i składa się (w procentach całkowitej energii) z około 50% promieniowania podczerwonego, 40% światła widzialnego i 10% ultrafioletu.
Światło słoneczne, przechodząc przez atmosferę, zostaje osłabione w wyniku pochłonięcia i rozproszenia przez atmosferę Ziemi, tak że w najbardziej sprzyjających warunkach, przy czystym niebie, gdy Słońce znajduje się w pobliżu zenitu, do powierzchni dociera około 1000 W/m². Atmosfera w szczególności pochłania ponad 70% słonecznego ultrafioletu, szczególnie w krótszych długościach fal. Rozpraszanie światła słonecznego zmienia jego temperaturę barwową, która w zależności od wysokości Słońca osiąga około 5400 K, gdy Słońce jest w pobliżu zenitu, 3500 K na godzinę przed zachodem, około 2000 K w momencie wschodu i zachodu Słońca. Światło słoneczne rozproszone na czystym niebie może mieć temperaturę barwową nawet 16 000 K.
Energia słoneczna zapewnia utrzymanie temperatury powierzchni Ziemi, może być wykorzystana w różnych procesach naturalnych i technologicznych – fotosynteza roślin pochłania energię promieniowania słonecznego i przekształca ją w energię chemiczną (związki tlenu i zredukowanego węgla), podczas gdy bezpośrednie ogrzewanie lub zamiana na energię prądu elektrycznego przez ogniwa słoneczne są wykorzystywane w energetyce słonecznej do wytwarzania energii elektrycznej lub wykonywania użytecznej pracy; czasem wykorzystuje się do tego koncentrowanie energii słonecznej. Także energia zmagazynowana w ropie naftowej i innych paliwach kopalnych została w odległej przeszłości przekształcona przez proces fotosyntezy z energii promieni słonecznych.

## Ruch i położenie

Mapa Drogi Mlecznej, pokazująca położenie Słońca

Słońce leży blisko wewnętrznej krawędzi Ramienia Oriona w Drodze Mlecznej, w obrębie Lokalnego Obłoku Międzygwiazdowego lub Pasa Goulda, w odległości 7,5–8,5 kpc (25 000–28 000 lat świetlnych) od Centrum Galaktyki i jest zawarte w Bąblu Lokalnym, obszarze wypełnionym rozrzedzonym gorącym gazem, prawdopodobnie wytworzonego przez pozostałość po supernowej, która stworzyła pulsar Geminga. Następne ramię, położone dalej od centrum Galaktyki Ramię Perseusza, jest odległe o około 6500 lat świetlnych. Słońce, a zatem Układ Słoneczny, znajduje się w obrębie tzw. ekosfery galaktycznej.
Apeks Słońca to punkt wyznaczający kierunek, w którym gwiazda ta porusza się obecnie, względem sąsiednich gwiazd, w swoim ruchu w Drodze Mlecznej. Słońce porusza się w przybliżeniu w kierunku gwiazdy Wega w gwiazdozbiorze Lutni (dokładniej apeks Słońca leży w sąsiednim, słabym gwiazdozbiorze Herkulesa), około 60 stopni od kierunku centrum Galaktyki.
Orbita Słońca wokół Galaktyki przypuszczalnie jest w przybliżeniu eliptyczna, z dodatkiem perturbacji pochodzących od ramion spiralnych Galaktyki i niejednorodności rozkładu masy. Ponadto Słońce oscyluje w górę i w dół w stosunku do płaszczyzny dysku galaktycznego, około 2,7 razy na orbitę. Postawiono hipotezę, że przejścia Słońca przez ramiona spiralne o wyższej gęstości zbiegają się z masowymi wymieraniami na Ziemi, być może ze względu na wzrost liczby upadków ciał niebieskich wskutek bliskich przejść gwiazd. Pełne okrążenie centrum Galaktyki (rok galaktyczny) trwa około 225–250 mln lat, więc dotychczas Słońce okrążyło je 20–25 razy. Prędkość orbitalna Układu Słonecznego wokół środka Galaktyki to około 251 km/s. Przy tej prędkości Słońce przebywa 1 rok świetlny w czasie 1190 lat, a w 7 dni przebywa dystans 1 jednostki astronomicznej.

Ruch barycentrum Układu Słonecznego w latach 1945–1995

Ruch Słońca względem środka masy Układu Słonecznego jest bardzo złożony ze względu na perturbacje ze strony planet. Kiedy Jowisz i Saturn (dwie planety o największych masach) znajdują się po tej samej stronie Słońca, środek ciężkości Układu Słonecznego znajduje się poza powierzchnią Słońca; kiedy znajdują się one po przeciwnych stronach gwiazdy, a także inne planety są w odpowiednich miejscach swoich orbit, barycentrum może leżeć bardzo blisko środka Słońca. Co kilkaset lat ruch barycentrum zmienia się z prostego (w kierunku obrotu Słońca i krążenia planet) na wsteczny.

## Problemy teoretyczne

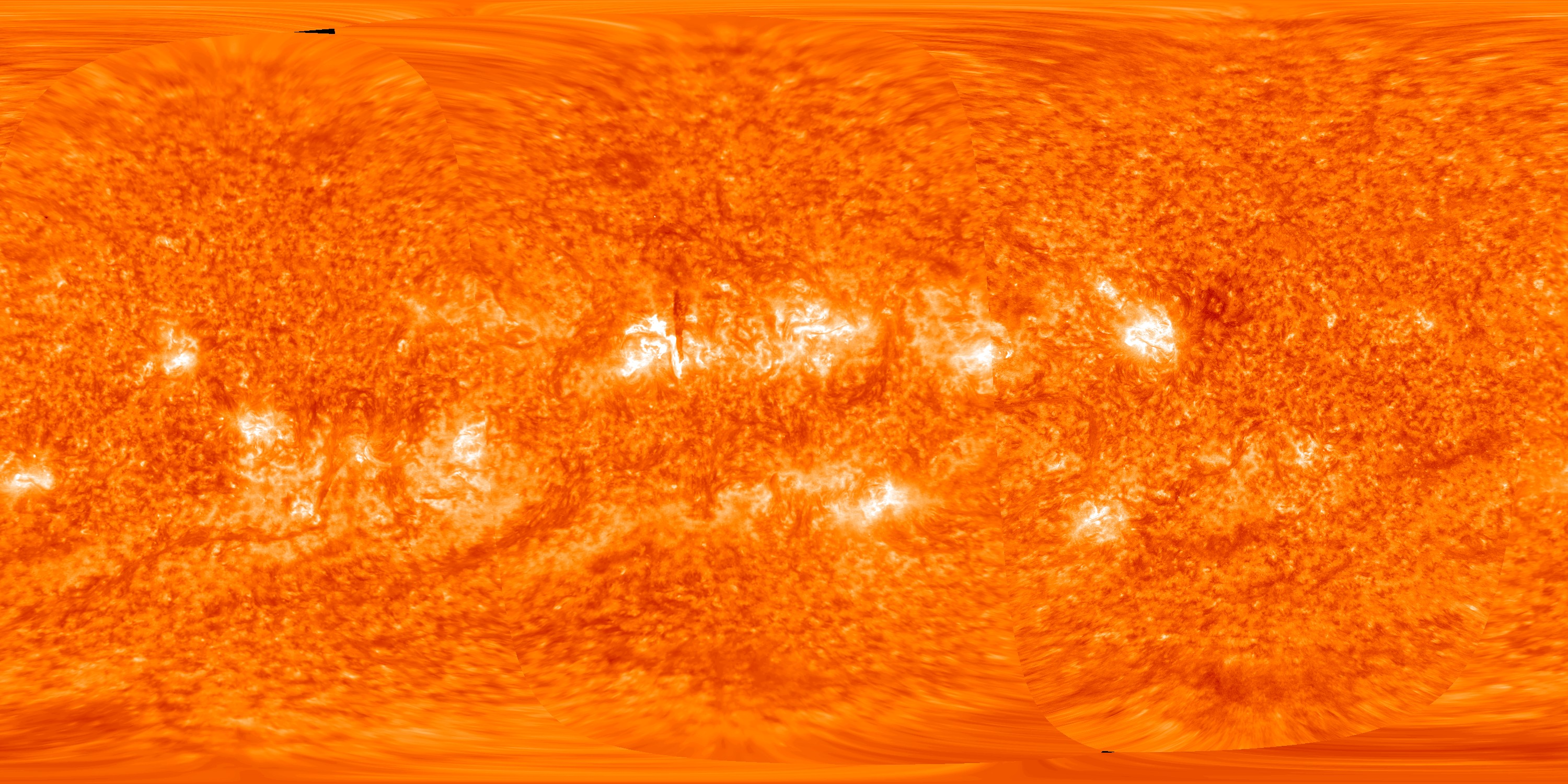
Mapa całej powierzchni Słońca, wykonana przez sondy STEREO i SDO

### Ogrzewanie korony
Widoczna powierzchnia Słońca (fotosfera) ma temperaturę ok. 6000 K. Ponad nią znajduje się atmosfera słoneczna, w której temperatura dochodzi do 1–2 mln K. Wysoka temperatura korony wskazuje, że jest ona podgrzewana przez coś innego niż przewodzenie ciepła od fotosfery.
Energię niezbędną do ogrzania korony dostarcza ruch turbulentny w strefie konwektywnej poniżej fotosfery; zaproponowano dwa główne mechanizmy przekazywania tej energii. Pierwszym z nich jest przenoszenie energii przez fale (dźwięk, fale grawitacyjne lub fale magnetohydrodynamiczne) wytwarzane przez turbulencje w strefie konwektywnej. Fale te podróżują w górę i rozpraszają się w koronie, oddając energię w gazie w postaci ciepła. Drugi mechanizm to ogrzewanie przez pole magnetyczne: energia magnetyczna jest stale gromadzona przez ruch fotosfery i uwalniana przez zjawisko rekoneksji magnetycznej w postaci dużych rozbłysków i mnóstwa podobnych, ale mniejszych zjawisk – nanorozbłysków.
Obecnie nie jest jasne, czy fale są skutecznym mechanizmem ogrzewania. Wszystkie fale z wyjątkiem fal Alfvéna rozpraszają się lub załamują przed osiągnięciem korony i nie ma pewności, czy istnieje efektywny mechanizm, pozwalający na dyssypację energii fal Alfvéna w koronie. Z tego powodu badania koncentrują się na mechanizmach ogrzewania przez rozbłyski. Dzięki pomiarom wykonanym z użyciem rakiet sondażowych wykryto lokalne skoki temperatury korony do 10 mln kelwinów, zgodne z modelem grzania przez nanorozbłyski. Niemniej obserwacje sztucznych satelitów Hinode i IRIS, ukazały, że fale poprzeczne i skręceniowe rozchodzące się wzdłuż włókien protuberancji mogą wchodzić w rezonans, przez co fale skręceniowe są wzmacniane i na powierzchni włókien powstają turbulencje, a to zapewnia mechanizm zamiany energii fal w ciepło.

### Problem słabego, młodego Słońca
Modele teoretyczne rozwoju Słońca sugerują, że od 3,8 do 2,5 mld lat temu, w eonie archaicznym, Słońce miało jasność równą tylko około 75% dzisiejszej. Tak słaba gwiazda nie byłaby w stanie utrzymać wody w stanie ciekłym na powierzchni Ziemi, a tym samym życie nie byłoby w stanie się rozwijać. Jednak zapis geologiczny historii Ziemi pokazuje, że temperatury nie ulegały w trakcie jej istnienia dramatycznym zmianom oprócz krótkich epizodów i że młoda Ziemia była generalnie nieco cieplejsza niż dzisiaj (z wyjątkiem dwóch okresów zlodowaceń w proterozoiku). Wśród naukowców panuje konsensus, że atmosfera młodej Ziemi zawierała znacznie większe ilości gazów cieplarnianych (takich jak dwutlenek węgla, metan i amoniak) niż dzisiaj, które więziły wystarczająco dużo ciepła, aby skompensować mniejszą ilość energii słonecznej docierającej do planety.

## Alternatywne modele Słońca
Pomimo powszechnego przyjęcia w środowisku naukowym hydrostatycznego modelu Słońca oraz związanej z tym teorii jego ewolucji, niektórzy astronomowie uważają, że standardowy model Słońca nie potrafi wytłumaczyć pewnych obserwowanych zjawisk, w szczególności problemu neutrin słonecznych. Stworzono liczne alternatywne modele Słońca, od proponujących umiarkowane zmiany, jak modele zakładające mniejszą zawartość ciężkich metali przez Słońce, precypitację żelaza z gazu H i He, istnienie w Słońcu małego rdzenia, w którym wodór został wyczerpany, szybką rotację, silne pole magnetyczne, silne mieszanie plazmy czy turbulentną dyfuzję wewnątrz Słońca, do wymagających radykalnych zmian w spojrzeniu na astronomię, jak idea Stephena Hawkinga istnienia czarnej dziury w centrum Słońca czy model elektryczny.

## Historia obserwacji

### Wczesne próby zrozumienia
Wikicytaty związane ze Słońcem.

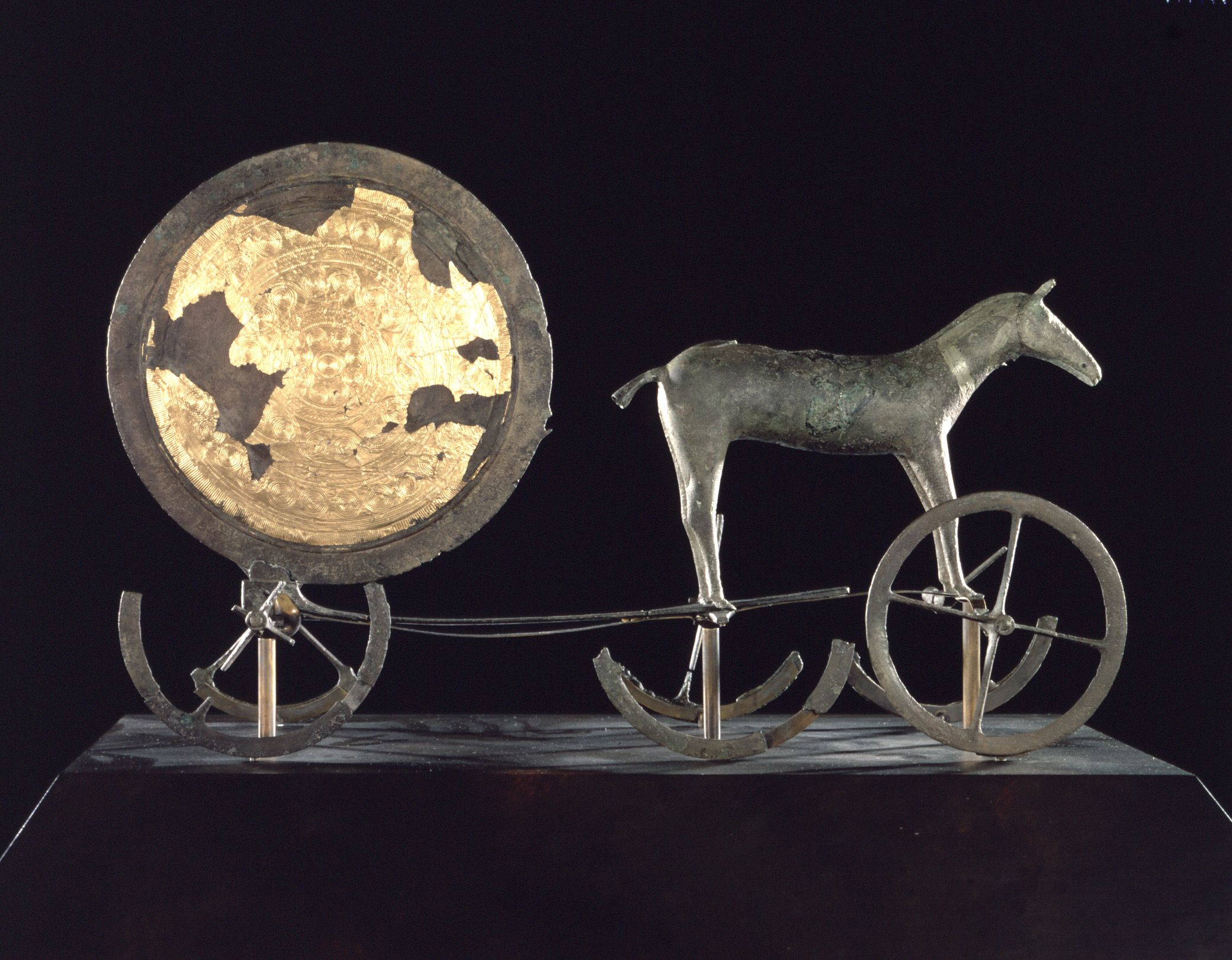
Wózek z Trundholm, ciągnięty przez konia, był najprawdopodobniej przedstawieniem bóstwa słonecznego z mitologii nordyckiej epoki brązu

Podobnie jak inne zjawiska naturalne, Słońce było przedmiotem kultu w wielu kulturach w historii ludzkości. W najbardziej podstawowym rozumieniu Słońce jest świetlistym dyskiem na niebie, którego obecność nad horyzontem tworzy dzień i którego brak powoduje noc. W wielu kulturach prehistorycznych i starożytnych, Słońce uważano za boga lub zjawisko nadprzyrodzone. Kult Słońca stanowił centrum życia religijnego kilku cywilizacji, takich jak starożytny Egipt, Imperium Inków w Ameryce Południowej oraz Azteków zamieszkujących dzisiejszy Meksyk. W niektórych religiach, takich jak hinduizm, Słońce jest nadal uważane za boga. W prehistorii ludzie stworzyli liczne zabytki z myślą o obserwacji zjawisk związanych ze Słońcem; przykładowo megality bywały używane do dokładnego oznaczenia letnich lub zimowych przesileń (takie megality znajdują się w Nabta Playa w Egipcie, w zespole Mnajdra na Malcie i w Stonehenge w Anglii); kopiec Newgrange zbudowany w Irlandii został zaprojektowany do dokładnej identyfikacji dnia przesilenia zimowego. Także dużo późniejsza Piramida Kukulkana w Chichén Itzá w Meksyku została zbudowana tak, aby w dniach równonocy wiosennej i jesiennej cienie na ścianach piramidy przybierały kształty wijących się węży.
Starożytni Egipcjanie przedstawiali Ra (=Słońce) jako boga prowadzonego przez niebo w barce słonecznej, w towarzystwie pomniejszych bogów; u Greków bóg Helios, uosobienie Słońca, jechał przez niebo w rydwanie zaprzężonym w ogniste konie. Cesarz Heliogabal, a później Aurelian wprowadzili kult Słońca w cesarstwie rzymskim; od Aureliana urodziny Słońca było obchodzone jako święto Sol Invictus (dosłownie „Słońce niezwyciężone”) wkrótce po przesileniu zimowym, co wpłynęło na ustalenie daty, w której chrześcijanie obchodzą Boże Narodzenie (Cesarz wyznaczył inną chrześcijańską datę dla wyeliminowania pogańskiego święta Sol Invictus). Te rzymskie kulty wywodziły się ze starszych kultów pochodzących z Bliskiego Wschodu, w tym szeroko rozpowszechnionego mitraizmu. Słońce każdego roku przemieszcza się na tle gwiazd stałych wzdłuż ekliptyki, przez znaki zodiaku; z tego powodu greccy astronomowie uznali, że jest to jedna z siedmiu planet (greckie πλανήτες, planetes, oznacza „wędrowiec”), od których pochodzą nazwy siedmiu dni tygodnia w niektórych językach.

### Rozwój poglądów naukowych
Na początku pierwszego tysiąclecia p.n.e. babilońscy astronomowie zaobserwowali, że ruch Słońca wzdłuż ekliptyki nie jest jednostajny, choć nie rozumieli przyczyny tego zjawiska; dzisiaj wiadomo, że jest to spowodowane eliptycznością orbity Ziemi wokół Słońca. Ziemia porusza się szybciej, gdy jest bliżej Słońca, w pobliżu peryhelium, a wolniej, gdy jest dalej, w okolicy aphelium.
Jedną z pierwszych osób, które próbowały zrozumieć Słońce na płaszczyźnie filozoficznej lub naukowej, był grecki filozof Anaksagoras, który uznał je za olbrzymią płonącą kulę z metalu, większą nawet niż Peloponez; stwierdził też, że Księżyc odbija światło Słońca. Jako że było to w oczywisty sposób sprzeczne z religijnym opisem Słońca jako rydwanu boga Heliosa, został on jakoby uwięziony za głoszenie herezji i skazany na wygnanie z Aten lub na karę śmierci, choć później uwolniono go dzięki interwencji Peryklesa. Eratostenes oszacował odległość między Ziemią a Słońcem w III wieku p.n.e. jako „stadionów miriad 400 i 80000”, co jest niejednoznaczne, bo można to przetłumaczyć jako 4 080 000 stadionów (~755 000 km) lub 804 000 000 stadionów (148–153 mln kilometrów, czyli 0,99–1,02 au); ta druga wartość jest zgodna z rzeczywistą z dokładnością do kilku procent. W I wieku naszej ery Klaudiusz Ptolemeusz oszacował odległość Ziemia–Słońce na 1210 razy promień Ziemi, czyli około 7 710 000 km (0,0515 au).
Teoria, że Słońce stanowi centrum, wokół którego poruszają się planety, została po raz pierwszy postawiona przez Arystarcha z Samos w III wieku p.n.e., a później przyjął ją Seleukos z Seleucji (patrz heliocentryzm). Ten w dużej mierze filozoficzny pogląd został rozwinięty w pełny model matematyczny, dający sprawdzalne przewidywania dopiero w XVI wieku, przez Mikołaja Kopernika (aczkolwiek przewidywania te były mniej dokładne niż w modelu Ptolemeusza przez błędne założenie kołowych orbit planet). Na początku XVII wieku wynalazek teleskopu pozwolił na obserwacje plam słonecznych astronomom takim jak Thomas Harriot i Galileusz. To Galileusz postawił hipotezę, że znajdują się one na powierzchni Słońca, a nie są małymi obiektami poruszającymi się między Ziemią a Słońcem. Plamy na Słońcu obserwowano już wcześniej w Chinach, od czasów dynastii Han (206 p.n.e. – 220 n.e.) i prowadzono ich obserwacje przez wieki. Awerroes (Ibn Ruszd) w XII wieku również sporządził opis plam słonecznych.
W Średniowieczu astronomia rozwijała się w krajach muzułmańskich. Al Battani odkrył, że kierunek apogeum Słońca (tj. miejsca, w którym Słońce najwolniej porusza się na tle gwiazd stałych) zmienia się w czasie (współcześnie opisuje się to zjawisko jako ruch aphelium Ziemi). Ibn Junus obserwował Słońce przez wiele lat przy użyciu dużego astrolabium, pozostawiając ponad 10 tysięcy pomiarów jego położenia.

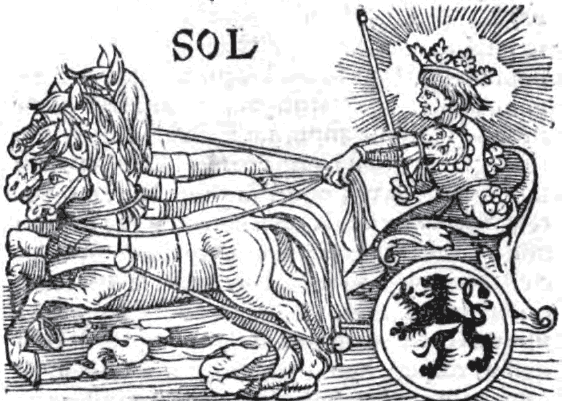
Sol (Słońce) na ilustracji w książce Liber astronomiae Guido Bonattiego z 1550

W 1032 r. perski uczony Awicenna (Ibn Sina) po raz pierwszy obserwował tranzyt Wenus i wysnuł poprawny wniosek, że Wenus znajduje się bliżej Słońca niż Ziemia. W 1672 Giovanni Cassini i Jean Richer wyznaczyli paralaksę Marsa i tym samym byli w stanie obliczyć odległość do Słońca.
Isaac Newton rozszczepił światło słoneczne przy użyciu pryzmatu i pokazał, że składa się ono z wielu barw, a w 1800 roku William Herschel odkrył podczerwień – promieniowanie poza czerwoną częścią widma światła słonecznego. W XIX wieku nastąpił duży postęp w badaniach spektroskopowych Słońca; Joseph von Fraunhofer zarejestrował ponad 600 linii absorpcyjnych w widmie słonecznym; najsilniejsze są nadal nazywane liniami Fraunhofera. We wczesnych latach nowożytnej nauki źródło energii Słońca stanowiło dużą zagadkę. Lord Kelvin zasugerował, że Słońce jest stopniowo ochładzającym się ciałem płynnym, które wypromieniowuje wewnętrzne ciepło. Kelvin i Hermann von Helmholtz zaproponowali mechanizm kontrakcji grawitacyjnej jako źródło energii cieplnej, ale dawał on oszacowanie wieku Słońca równe zaledwie 20 mln lat, co odbiegało od wyznaczonej długości istnienia Ziemi, równej, według znanych wówczas odkryć geologicznych, co najmniej 300 mln lat (w XIX wieku, przed odkryciem datowania izotopowego, nie było powodu, aby sugerować, że Ziemia istnieje aż 4,5 mld lat, por. aktualizm). W 1890 Norman Lockyer, który odkrył hel w widmie słonecznym równocześnie z Julesem Jansenem w 1868, zaproponował hipotezę meteorytową powstawania i ewolucji Słońca.
Do 1904 brakowało rozsądnego rozwiązania tego problemu. Ernest Rutherford zasugerował, że moc promieniowania Słońca może być podtrzymywana przez wewnętrzne źródła ciepła i zasugerował rozpad promieniotwórczy jako źródło. Istotną wskazówkę co do źródła energii słonecznej przyniosły prace Alberta Einsteina, który wskazał równoważność masy i energii w relacji {\displaystyle E=mc^{2}}. W 1920 roku Sir Arthur Eddington zaproponował, że ciśnienie i temperatura w centrum Słońca może powodować reakcje syntezy jądrowej, łączące protony w jądra helu, w wyniku czego wyzwalana jest energia związana z deficytem masy jądra helu. Przewaga wodoru w Słońcu została potwierdzona w 1925 roku przez Cecilię Payne na podstawie teorii jonizacji, którą opracował indyjski fizyk Meghnad Saha. Teoretyczną koncepcję syntezy jądrowej opracowali w 1930 roku astrofizycy Subrahmanyan Chandrasekhar i Hans Bethe. Bethe opracował szczegóły dwóch głównych reakcji generujących energię we wnętrzu Słońca. Wreszcie w 1957 r. ukazała się praca zbiorowa zatytułowana „Synteza pierwiastków w gwiazdach” (autorami byli: Margaret Burbidge, Geoffrey Burbidge, William Fowler i Fred Hoyle). Wykazywała ona przekonująco, że większość pierwiastków we Wszechświecie powstała w procesach syntezy jądrowej w gwiazdach, także takich jak Słońce.

### Misje kosmiczne

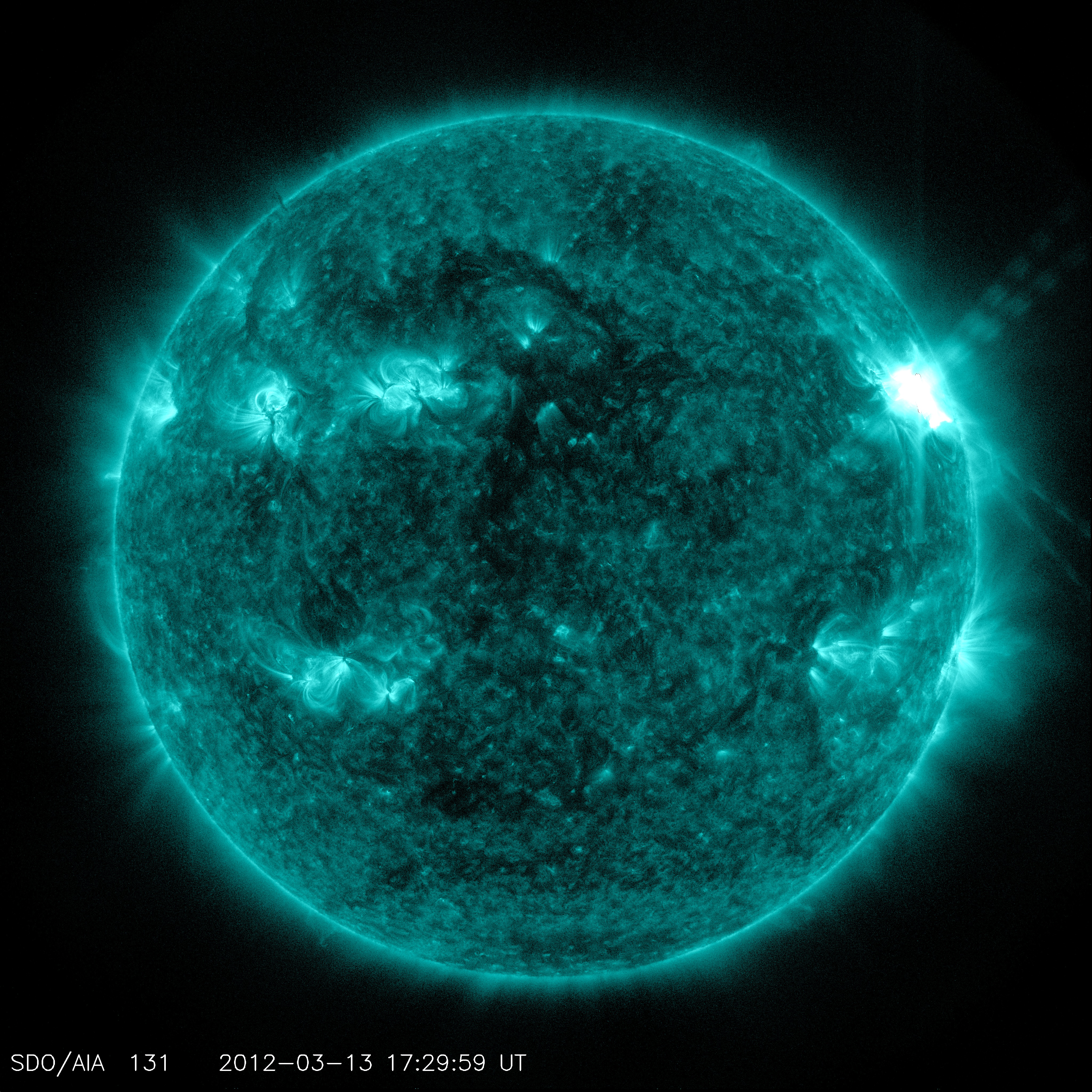
Rozbłyski na Słońcu, które wygenerowały dużą burzę geomagnetyczną, 13 marca 2012, 18.29 UTC

Pierwszymi satelitami przeznaczonymi do obserwacji Słońca były amerykańskie sondy Programu Pioneer: Pioneer 5, 6, 7, 8 i 9, które zostały wprowadzone między 1960 a 1968 r. na orbity heliocentryczne. Sondy krążyły wokół Słońca w odległości podobnej do Ziemi, wykonując pierwsze szczegółowe pomiary wiatru słonecznego i pola magnetycznego. Pioneer 6 działał szczególnie długo; w 2000 roku udało się nawiązać z nim kontakt po 35 latach spędzonych na orbicie.
W 1970 sondy Helios 1 i 2 przyniosły istotne nowe dane na temat wiatru słonecznego i korony słonecznej. Sondy Helios były owocem współpracy amerykańsko-niemieckiej, badały wiatr słoneczny z orbity, której peryhelium wypadało wewnątrz orbity Merkurego. Stacja kosmiczna o nazwie Skylab, wystrzelona przez NASA w 1973 roku, posiadała obserwatorium słoneczne Apollo Telescope Mount (ATM), obsługiwane przez kosmonautów przebywających na stacji, które dostarczyło informacji o warstwie przejściowej atmosfery słonecznej i zarejestrowało emisje ultrafioletowe z korony słonecznej. Do odkryć ATM należą pierwsze obserwacje koronalnych wyrzutów masy oraz dziur koronalnych, o których wiadomo obecnie, że są ściśle związane z wiatrem słonecznym.
W 1980 NASA wysłała misję Solar Maximum Mission. Ten satelita został zaprojektowany do obserwacji promieni gamma, rentgenowskich i UV pochodzących z rozbłysków słonecznych w czasie wysokiej aktywności słonecznej. Zaledwie kilka miesięcy po starcie awaria elektroniki spowodowała, że satelita przeszedł w stan czuwania i nie pracował przez następne trzy lata. W 1984 roku misja STS-41-C wahadłowca Challenger przechwyciła satelitę i naprawiła jego elektronikę, po czym satelita wrócił na orbitę okołoziemską. Solar Maximum Mission wykonał ok. 240 tys. zdjęć korony słonecznej przed wejściem w atmosferę w czerwcu 1989 roku.
Wystrzelony w 1991 japoński satelita Yohkoh („promień słoneczny”) obserwował rozbłyski w paśmie rentgenowskim. Dane misji pozwoliły naukowcom zidentyfikować kilka różnych typów rozbłysków i wykazać, że korona z dala od obszarów największej aktywności jest znacznie bardziej dynamiczna, niż wcześniej przypuszczano. Yohkoh obserwował cały cykl słoneczny, ale przeszedł w tryb gotowości, gdy zaćmienie obrączkowe w 2001 roku spowodowało, że stracił kontrolę położenia Słońca. Został zniszczony, wchodząc w atmosferę w 2005 r.
Jedną z najważniejszych misji słonecznych do tej pory była Solar and Heliospheric Observatory (SOHO), rozpoczęta 2 grudnia 1995. Pierwotnie planowana na dwa lata, została przedłużona do 2012, a następnie do 2016. Sonda zbudowana wspólnie przez Europejską Agencję Kosmiczną (ESA) i NASA została umieszczona w punkcie Lagrange’a L1 pomiędzy Ziemią a Słońcem, w stałej odległości od Ziemi synchronicznie z nią obiega Słońce. Sonda SOHO zapewniła stałe monitorowanie Słońca w wielu długościach fal. Poza bezpośrednią obserwacją Słońca umożliwiła odkrycie ponad 2700 komet, głównie małych komet muskających Słońce, które ulegają zniszczeniu, przechodząc w pobliżu Słońca. Obserwatorium SOHO okazało się tak użyteczne, że w lutym 2010 wysłano sondę Solar Dynamics Observatory (SDO) w celu kontynuowania jego misji.

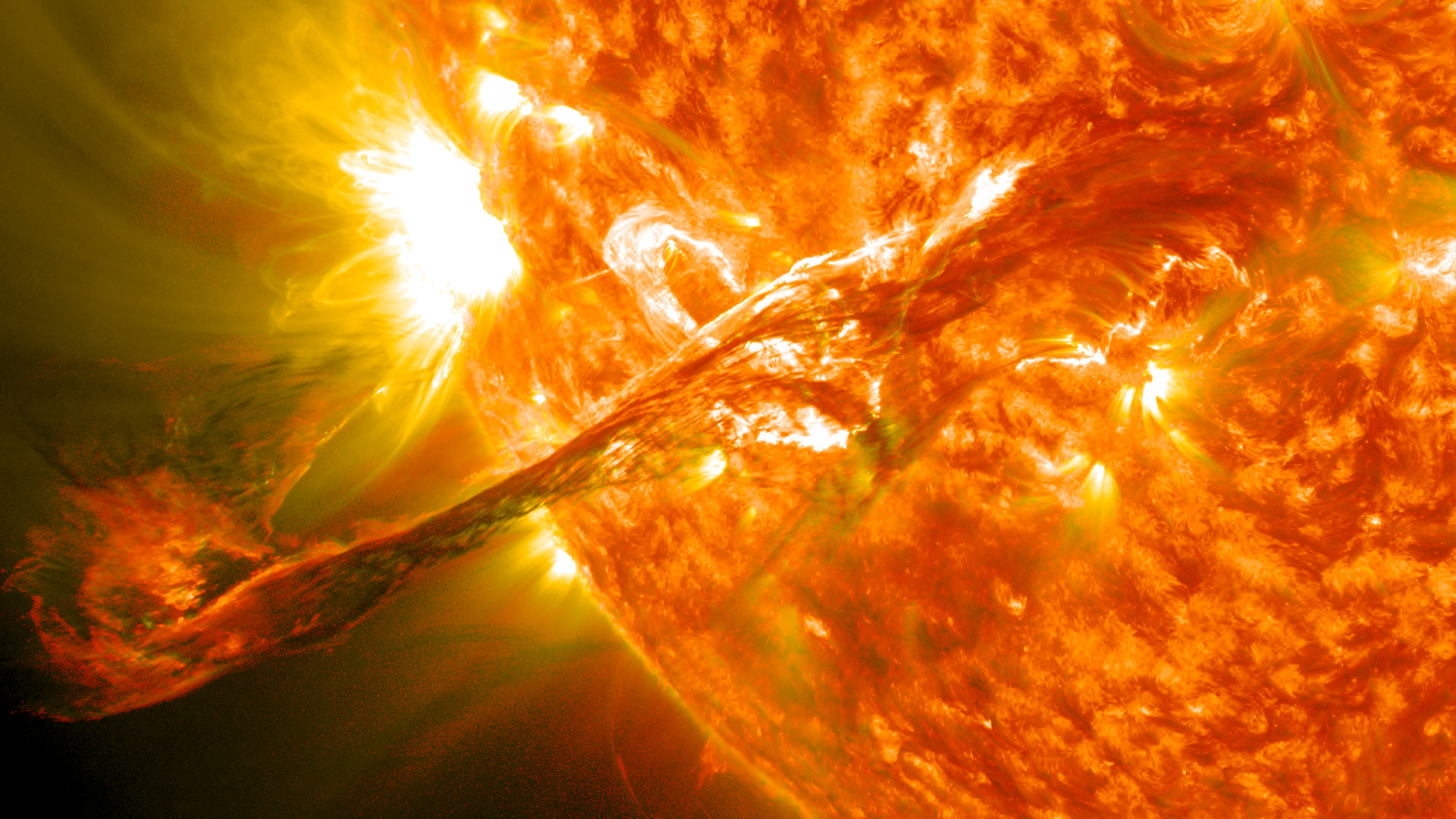
Koronalny wyrzut masy, 31 sierpnia 2012, zdjęcie SDO

Wszystkie te sondy obserwowały Słońce z płaszczyzny ekliptyki, co pozwala na szczegółowe obserwacje tylko w okolicy równikowej. Sonda Ulysses została wystrzelona w 1990 w celu zbadania biegunów Słońca. Najpierw udała się do Jowisza, aby asysta grawitacyjna planety umożliwiła wylot znacznie powyżej płaszczyzny ekliptyki. Nieoczekiwanie sonda znalazła się w dobrym miejscu i czasie, aby obserwować zderzenie komety Shoemaker-Levy 9 z Jowiszem w 1994 roku. Gdy Ulysses znalazł się na zaplanowanej orbicie, zaczął obserwować wiatr słoneczny i natężenie pola magnetycznego w wysokich szerokościach heliograficznych, odkrywając, że wiatr słoneczny z wysokich szerokości porusza się z prędkością około 750 km/s, wolniej, niż przewidywano, i że duże fale magnetyczne emitowane z wysokich szerokości heliograficznych rozpraszają galaktyczne promienie kosmiczne.
Zawartość pierwiastków w fotosferze jest dobrze znana dzięki badaniom spektroskopowym, ale skład wnętrza Słońca jest znany znacznie gorzej. Misja Genesis została zaprojektowana, aby dostarczyć na Ziemię próbki wiatru słonecznego i umożliwić astronomom bezpośrednie zbadanie materiału słonecznego. Genesis powróciła na Ziemię w 2004, ale spadochron sondy nie otworzył się podczas przelotu przez atmosferę i lądownik rozbił się. Mimo poważnych uszkodzeń z rozbitej kapsuły odzyskano część próbek i są one analizowane.
Misja STEREO (Solar Terrestrial Relations Observatory) rozpoczęła się w październiku 2006 roku. Dwie identyczne sondy zostały umieszczone na orbitach, na których jedna sonda wyprzedza Ziemię, a druga porusza się za nią. Pozwala to na obserwacje stereoskopowe Słońca i zjawisk takich jak koronalne wyrzuty masy.
Europejska sonda Proba-2 (ang. Project for Onboard Autonomy), wystrzelona w grudniu 2009 roku, ma za zadanie testowanie nowych technologii, ale prowadzi również badania pogody kosmicznej i obserwacje Słońca w zakresie ultrafioletu. Umieszczony na niej teleskop SWAP obserwuje koronę słoneczną w bardzo wąskich pasmach. Misja sondy, pierwotnie planowana na dwa lata, została wydłużona najpierw do połowy 2013, a następnie do końca 2016 roku.
Amerykańska sonda Parker Solar Probe, która została wystrzelona w sierpniu 2018, ma prowadzić obserwacje wewnątrz korony słonecznej, by wyjaśnić mechanizmy ogrzewania korony oraz przyspieszania wiatru słonecznego. Zbliży się ona do Słońca na minimalną odległość 2,3 miliona kilometrów. W 2020 roku ESA przy współpracy z NASA planuje wysłanie sondy Solar Orbiter, której zadaniem będzie badanie, w jaki sposób Słońce tworzy i kontroluje zachowanie heliosfery. Solar Orbiter zbliży się do gwiazdy na odległość 0,28 au (42 mln kilometrów), bliżej niż peryhelium Merkurego. Badania obu misji mają być koordynowane i uzupełniać się.
Indyjska Organizacja Badań Kosmicznych planuje wysłanie czterystukilogramowego satelity o nazwie Aditya-L1 w kierunku punktu L1 układu Ziemia-Słońce w latach 2019–2020. Sonda będzie obserwować koronę, chromosferę i fotosferę Słońca.

## Obserwacje i zagrożenia

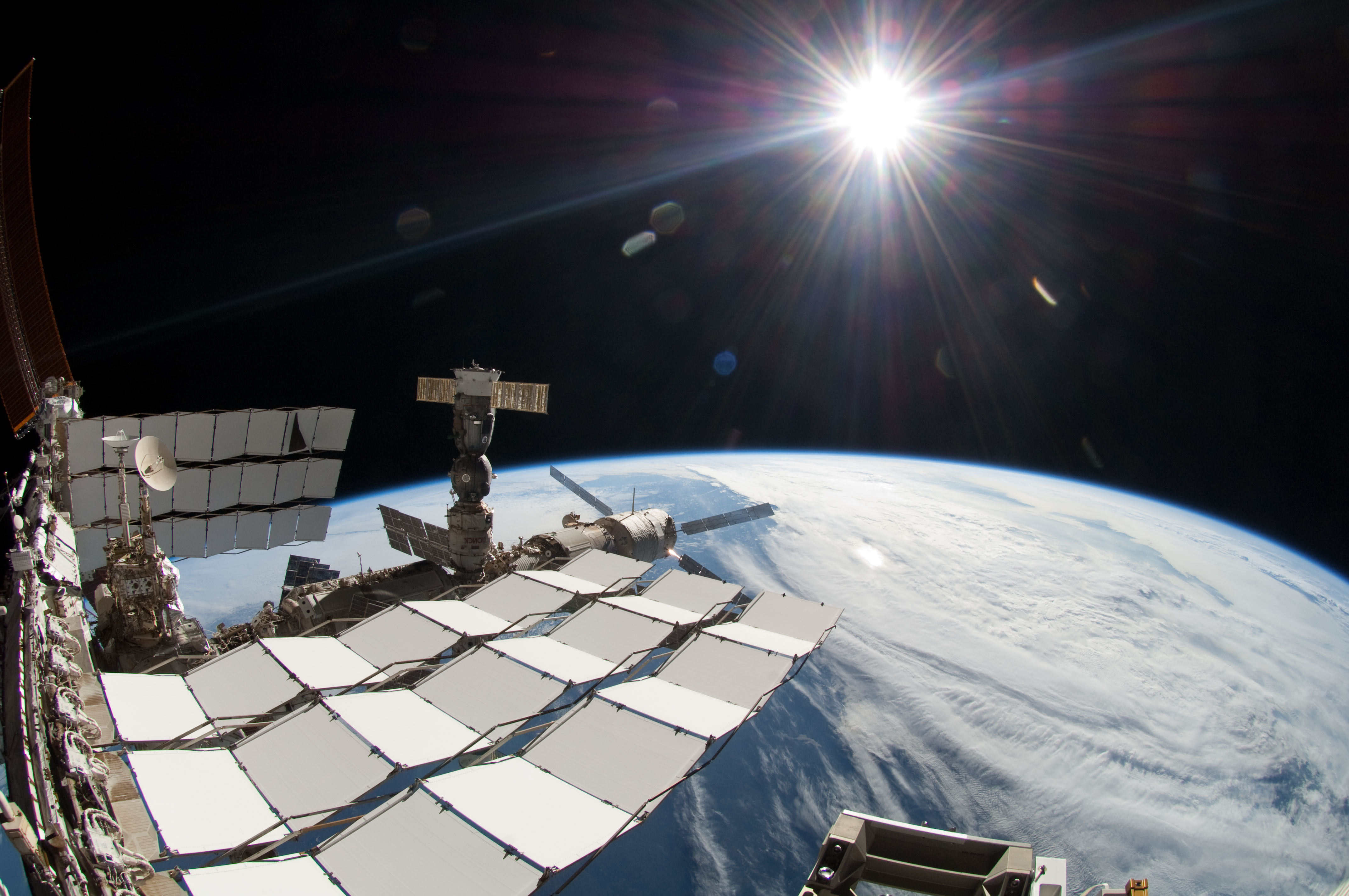
Słońce widziane z niskiej orbity okołoziemskiej z widokiem na Międzynarodową Stację Kosmiczną. Tu światło nie jest filtrowane przez dolną atmosferę, która blokuje wiele długości fal

Blask słońca może powodować ból, kiedy patrzy się na nie gołym okiem; jednakże jeśli robi się to krótko i z częściowo przymkniętymi powiekami, nie stanowi to zagrożenia. Patrzenie bezpośrednio na Słońce powoduje powstawanie artefaktów świetlnych i tymczasową częściową ślepotę. Światło słoneczne dostarcza około 4 miliwatów do siatkówki, lekko podgrzewając ją, co może spowodować uszkodzenia w oczach, które nie reagują prawidłowo na jasność. Ekspozycja na ultrafiolet powoduje stopniowe zżółknięcie soczewki oka na przestrzeni lat i przyczynia się do powstawania zaćmy, również może zostać uszkodzona plamka żółta, która odpowiada za centralne widzenie może się to przyczynić do powstania zwyrodnienia plamki żółtej, ale zależy to od ogólnej ekspozycji na ultrafiolet, a nie od patrzenia bezpośrednio na Słońce. Długotrwałe bezpośrednie obserwacje Słońca gołym okiem mogą powodować zmiany na siatkówce wywołane promieniowaniem UV po około 100 sekundach, w szczególności w warunkach, w których promieniowanie UV pochodzące od Słońca jest silne i dobrze skupione. Skutki są silniejsze, jeżeli Słońce jest w pobliżu zenitu lub obserwuje się je na dużych wysokościach; także młode oczy i implanty soczewek (szczególnie starszej generacji) nie odfiltrowują ultrafioletu równie skutecznie co oczy starzejące się naturalnie.
Oglądanie Słońca przez przyrządy optyczne koncentrujące światło, takie jak lornetka bez odpowiedniego filtra, który blokuje promieniowanie UV i znacznie przyciemnia światło słoneczne, może spowodować trwałe uszkodzenie siatkówki. Do obserwacji należy używać specjalnie przeznaczonych do tego filtrów. Niektóre improwizowane filtry, które przepuszczają ultrafiolet lub podczerwień, mogą uszkodzić oko przy wysokim poziomie natężenia. Kliny Herschela są tanie i skuteczne dla małych teleskopów. Światło słoneczne, które ma trafić do okularu, jest odbijane od nieposrebrzonej powierzchni kawałka szkła. Tylko bardzo mała część światła padającego zostaje odbita; reszta przechodzi przez szkło i opuszcza urządzenie. Jeśli dojdzie do pęknięcia szkła ze względu na nagrzanie, światło w ogóle nie zostanie odbite, przez co przyrząd jest bezpieczny także w przypadku uszkodzenia. Proste filtry wykonane z ciemnego szkła w przypadku pęknięcia przepuszczają pełne natężenie światła słonecznego, zagrażające wzrokowi obserwatora. Lornetka bez filtrów może dostarczyć setki razy więcej energii niż przy obserwacji gołym okiem, co może spowodować natychmiastowe uszkodzenie. Twierdzi się, że nawet krótkie spojrzenia na Słońce w południe przez teleskop bez filtra może spowodować trwałe uszkodzenie wzroku.

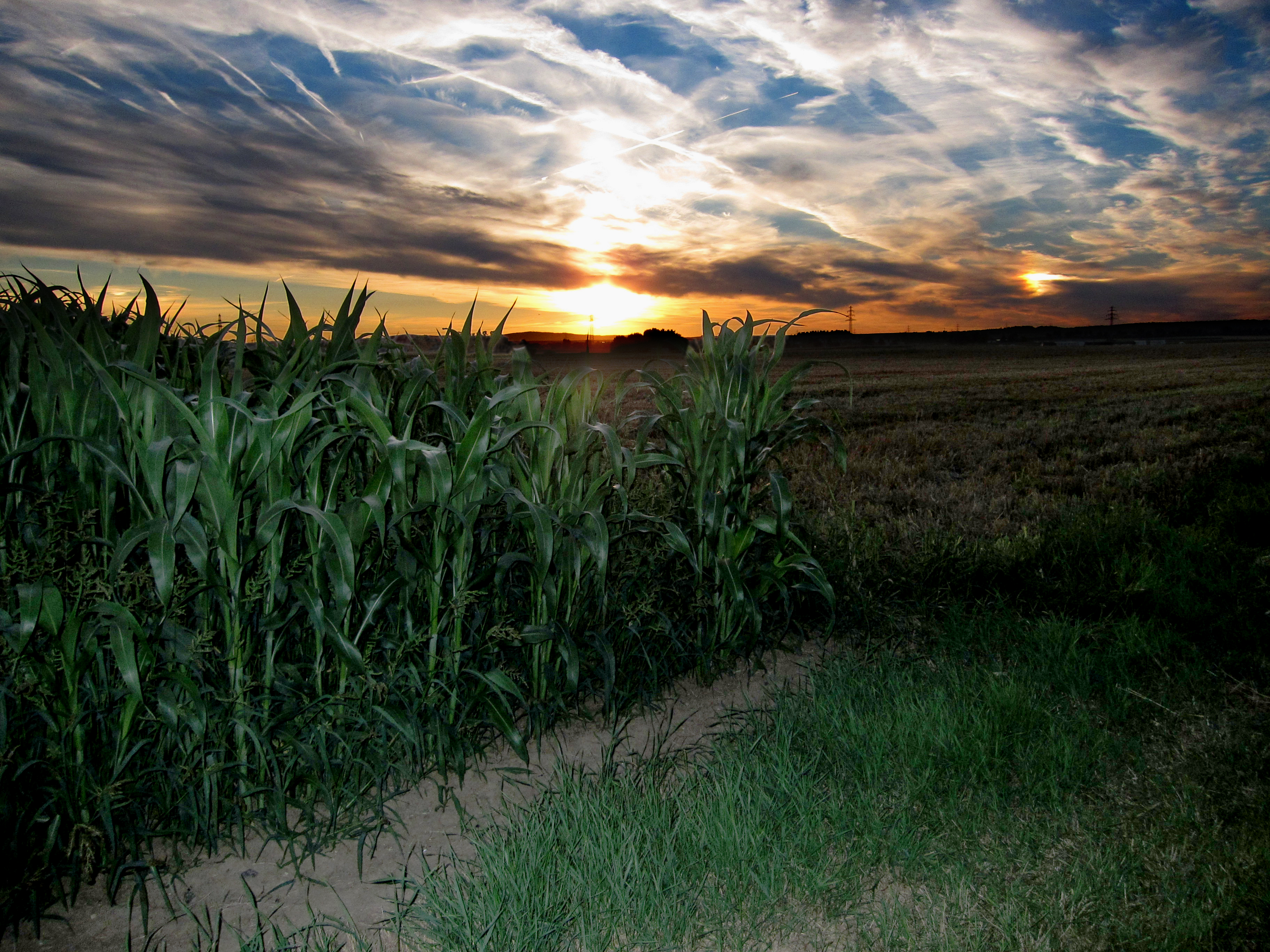
Słońce poboczne, jedno z licznych zjawisk typu halo

Częściowe zaćmienia Słońca są niebezpieczne dla obserwatorów, ponieważ źrenica oka nie jest przystosowana do niezwykle wysokich kontrastów wizualnych: źrenica rozszerza się lub zwęża zależnie od łącznej ilości światła w polu widzenia, a nie od jasności najjaśniejszego obiektu. Podczas częściowych zaćmień większość światła jest blokowana przez Księżyc przechodzący przed Słońcem, ale odsłonięte części fotosfery mają taką samą jasność powierzchniową, jak podczas normalnego dnia. Przy zmniejszeniu ogólnej ilości światła źrenica rozszerza się z ~2 mm do ~6 mm, a każda komórka siatkówki wystawiona na światło słoneczne otrzymuje do dziesięciu razy więcej światła niż przy patrzeniu na niezaćmione Słońce. Może to spowodować uszkodzenie lub nawet zabić te komórki, tworząc małe stale ślepe plamki w oku obserwatora. Zagrożenie jest podstępne dla niedoświadczonych obserwatorów i dla dzieci, bo urazowi nie towarzyszy percepcja bólu: nie jest oczywiste, że wzrok jest uszkadzany. W większości przypadków uszkodzenia wzroku powstałe wskutek spoglądania na Słońce podczas zaćmienia bez zabezpieczenia nie są jednak trwałe i ustępują po pewnym czasie.

Słońce widziane z powierzchni Ziemi o wschodzie

Słońce widziane z powierzchni Ziemi o zachodzie

Podczas wschodu i zachodu Słońca światło słoneczne jest osłabione przez rozpraszanie światła (rozpraszanie Rayleigha i rozpraszanie Mie) ze względu na długą drogę przez atmosferę ziemską, a światło jest czasem na tyle słabe, aby można było obserwować tarczę Słońca komfortowo gołym okiem lub bezpiecznie z użyciem przyrządów optycznych (pod warunkiem, że nie ma ryzyka nagłego pojaśnienia np. przez przerwy między chmurami). Mgła, pył w atmosferze i wysoka wilgotność przyczyniają się do osłabienia światła.
Na krótko po zachodzie lub przed wschodem Słońca może wystąpić rzadkie zjawisko optyczne znane jako zielony błysk. Błysk jest spowodowany przez światło słoneczne pochodzące tuż spod horyzontu, które jest uginane (zwykle przez inwersję temperatury) w kierunku obserwatora. Światło fal krótszych (fioletowy, niebieski, zielony) jest ugięte silniej niż dłuższych fal (żółty, pomarańczowy, czerwony), ale fioletowe i niebieskie światło jest silniej rozproszone, pozostawiając światło, które jest postrzegane jako zielone.
Ultrafiolet pochodzący ze Słońca ma właściwości antyseptyczne. Pod wpływem tego promieniowania w skórze ludzkiej wytwarzana jest witamina D3 (cholekalcyferol), ale powoduje ono także oparzenia słoneczne i raka skóry. Promieniowanie ultrafioletowe jest silnie tłumione przez ziemską warstwę ozonową, tak że ilość promieniowania UV zmienia się znacznie z szerokością geograficzną, co było częściowo odpowiedzialne za wiele adaptacji biologicznych człowieka, w tym różny kolor ludzkiej skóry w różnych częściach świata.

## Dalsza literatura
- Richard Cohen: Chasing the Sun: the Epic Story of the Star that Gives us Life. Simon & Schuster, 2010. ISBN 1-4000-6875-4. Brak numerów stron w książce
- M.J. Thompson. Solar interior: Helioseismology and the Sun’s interior. „Astronomy & Geophysics”. 45 (4), s. 21–25, 2004. DOI: 10.1046/j.1468-4004.2003.45421.x.